# Programme spatial japonais

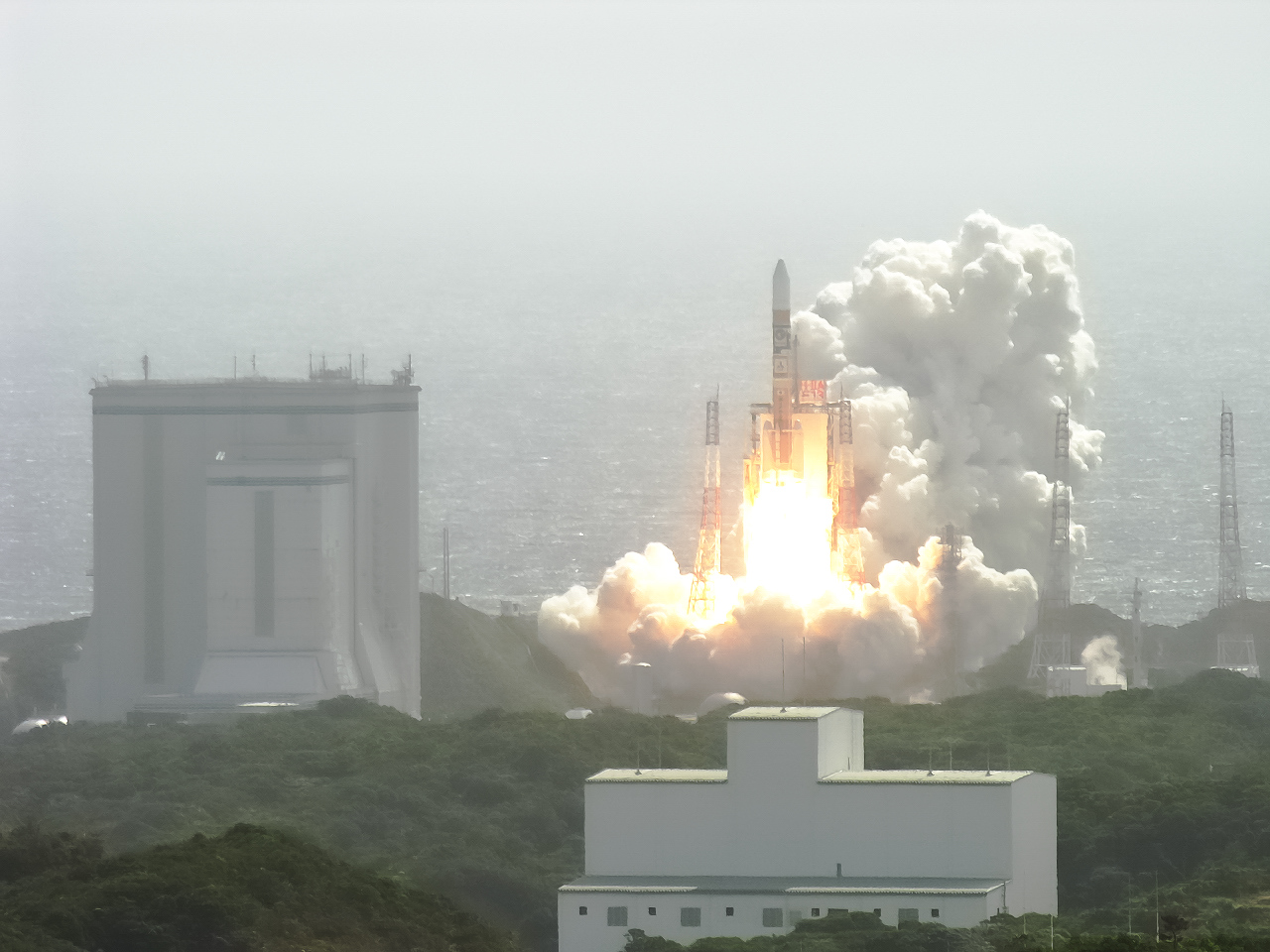
Décollage du lanceur H-IIA emportant la sonde lunaire SELENE en 2007.

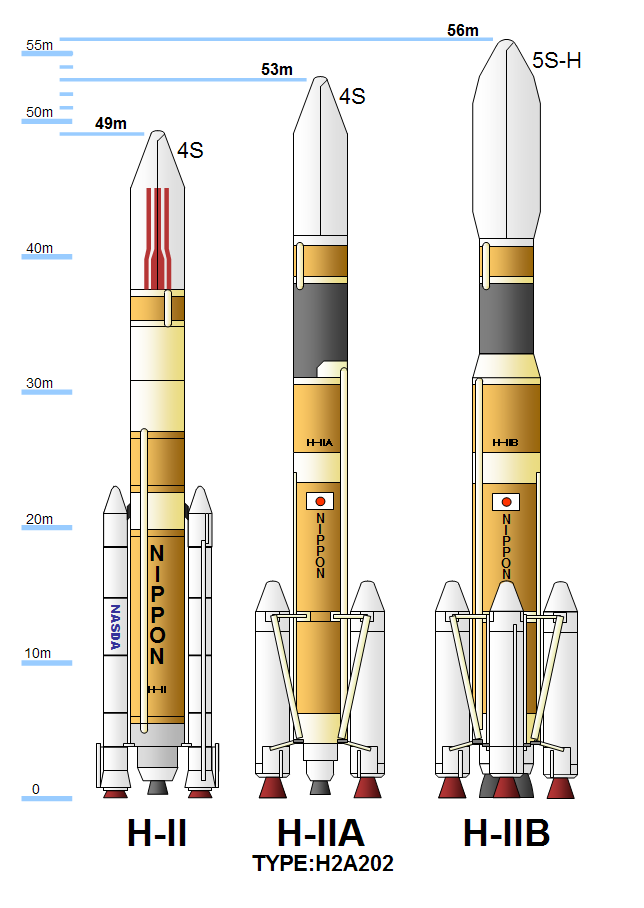
La famille de lanceurs H-II.

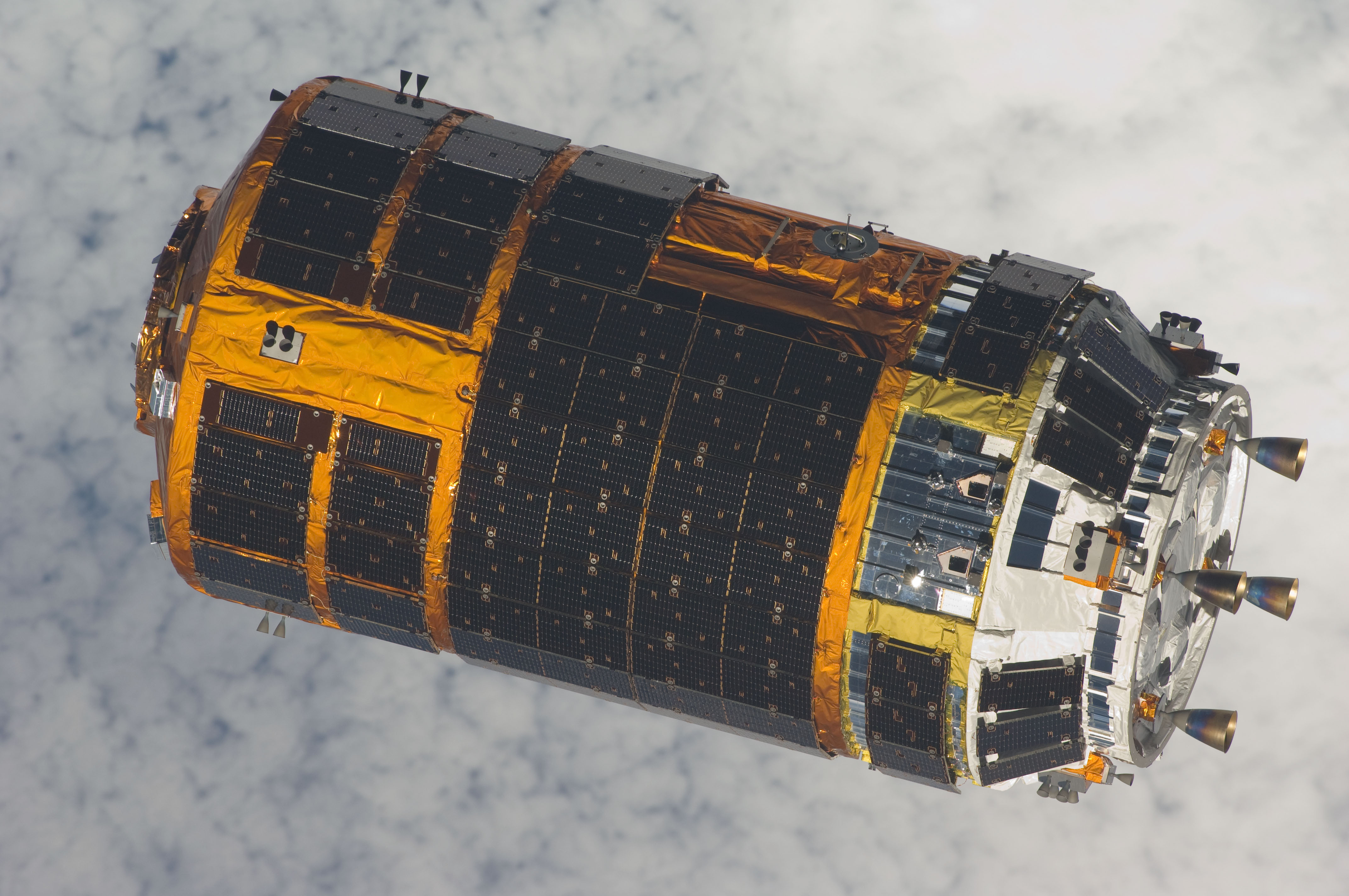
Le cargo spatial HTV.

Le programme spatial japonais  regroupe l'ensemble des activités spatiales civiles ou militaires japonaises. Lancé au milieu des années 1950, le programme a à son actif de nombreuses réalisations qui  ont fait du Japon la quatrième puissance spatiale de la planète. Après avoir développé de manière autonome les lanceurs Mu utilisant la propulsion à propergol solide, les ingénieurs japonais ont réussi avec la famille des H-II à maitriser les techniques les plus avancées en matière de propulsion (hydrogène liquide). Dans le domaine scientifique, le Japon place  régulièrement en orbite des observatoires spatiaux et a développé une expertise dans l'observation du rayonnement X. Le Japon a obtenu des résultats plus mitigés dans le domaine de l'exploration du système solaire mais a devancé la NASA en réussissant à récupérer un échantillon de sol d'astéroïde grâce à sa sonde Hayabusa qui a par ailleurs démontré les capacités du Japon dans le domaine de la propulsion électrique. L'industrie spatiale japonaise a également développé une forte compétence dans le domaine des télécommunications, de l'observation de la Terre et des applications spatiales militaires.
L'activité spatiale du Japon a longtemps été sous l'influence de la politique spatiale américaine, ce qui s'est traduit notamment par une implication  particulièrement importante dans le développement de la Station spatiale internationale (12,8 % des investissements contre 8,3 % pour l'Agence spatiale européenne) et celui du vaisseau cargo HTV, avec des retombées nettement positives comme la proportion élevée d'astronautes japonais dans l'équipage de celle-ci. Durant les années 1990, le programme spatial japonais est en crise : le climat économique au Japon ne permet plus de financer tous les projets retenus et plusieurs missions sont victimes de défaillances matérielles. Jusqu'en 2003, le programme spatial japonais civil était pris en charge par deux organismes : l'ISAS chargée des missions scientifiques et la NASDA plus tourné vers les applications spatiales. Cette situation qui entrainait la coexistence de deux familles de lanceurs et d'installations de lancement distinctes a cessé avec la création en 2003 de la JAXA réunissant les activités des deux organismes ainsi que celle du NAL organisme consacré à la recherche aéronautique.
Le budget du programme spatial japonais était en 2019 de 360 milliards de yens (2,9 milliards €) dont 1,47 milliard € pour la JAXA. Pour cette dernière les principaux investissement portent cette année là sur le développement du lanceur H3 (246 millions €), le programme de satellites relais optique JDRS (89 millions €), le vaisseau de ravitaillement de la station spatiale HTV-X (30 millions €), le développement du télescope spatial XRISM (29 millions €) la future mission martienne MMX (13 millions €). D'autres lignes budgétaires sont directement gérées par des ministères : le Bureau du Cabinet (340 millions €) qui a la charge principalement des satellites de navigation QZSS, le Ministère de la Défense (283 M€) qui financement les satellites de télécommunications militaires et la surveillance spatiale et le Secrétariat du Cabinet (497 millions M€) qui est chargé du développement de la constellation de satellites de reconnaissance optique et radar IGS.

## Historique

### Le développement des fusées-sondes (1954-1965)

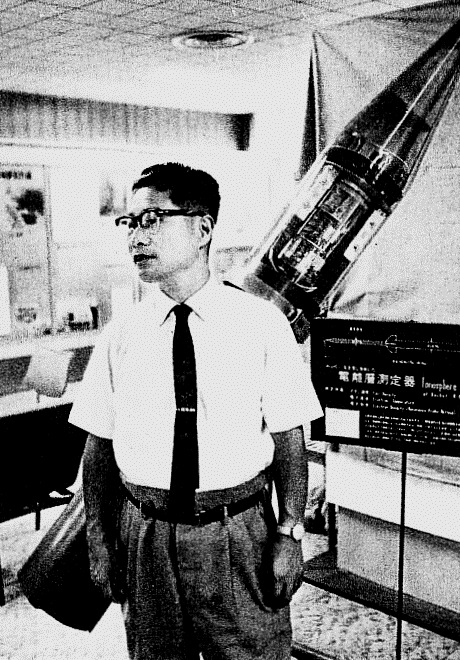
Hideo Itokawa pionnier de l'astronautique japonaise vers 1961

Le professeur d'université et ingénieur en aéronautique Hideo Itokawa joue un rôle majeur dans la naissance  du programme spatial du Japon. Itokawa, qui a conçu durant la Seconde Guerre mondiale des avions militaires, doit se reconvertir lorsque  l'embargo sur la construction aéronautique japonaise est décrété par les États-Unis en 1945 après la défaite de son pays. En 1953, lorsque ces sanctions sont levées  en application du Traité de San Francisco, Itokawa se consacre au développement de petites fusées, domaine qu'il a découvert lors d'un séjour aux États-Unis. Malgré l'absence de soutien officiel il crée au sein de l'Institut des Sciences Industrielles de l'Université de Tokyo un petit groupe de recherche réunissant des collègues partageant la même passion. L'annonce en 1954 de l'organisation d'une Année géophysique internationale (1957/1958) lui permet de décrocher un modeste budget de recherche (3,3 millions de yens). Il développe avec ses collègues une petite fusée à propergol solide baptisée Crayon (en référence à ses dimensions), suivie de Bébé qui atteint une altitude de 6 km en août 1955 puis d'une version multi-étages de cette dernière. Alors que, dans tous les autres pays, les travaux de recherche portent sur  la propulsion à ergols liquides, les ingénieurs japonais choisissent de développer des fusées utilisant une propulsion à propergol solide. Ce choix d'architecture influera fortement sur les développements japonais au cours des trois décennies suivantes.
Une nouvelle enveloppe budgétaire de 117,4 millions de yens permet le développement en 1957 de la série des fusées-sondes Kappa dont la version Kappa 6 sera utilisée pour représenter le Japon à l'Année géophysique internationale. Cette fusée à propergol solide qui peut emporter 12 kilogrammes d'instruments scientifiques jusqu'à une altitude de 60 km, a une masse de 260 kg pour une longueur de 5,6 m et un diamètre de 25 cm. Ce développement attire l'intérêt du public et celui des autorités qui décident en 1958 de créer un Conseil National des activités spatiales. Peu après le gouvernement crée une agence pour le développement des activités nationales spatiales dans le domaine scientifique et technologique. De son côté l'Université de Tokyo, au sein de laquelle Itokawa et ses collègues ont développé l'activité aérospatiale, crée l'Institute of Space and Astronautical Science (ISAS). De nouvelles versions de la fusée Kappa, de plus en plus puissantes, sont mises au point. La Kappa 8 (1,5 tonne pour une longueur de 11 m), tirée pour la première fois en septembre 1959, peut lancer 80 kg d'instruments à 200 km d'altitude. La Kappa 9L, qui est la première fusée-sonde japonaise à trois étages, atteint 310 km en avril 1961. La Kappa 10, qui sera exportée en Yougoslavie et en Indonésie, atteint 700 km en 1965. Une nouvelle famille de fusées sondes à hautes performances, baptisée Lambda, prend la suite des Kappa. L'objectif est de parvenir à effectuer des vols suborbitaux atteignant l'altitude de 3 000 km.

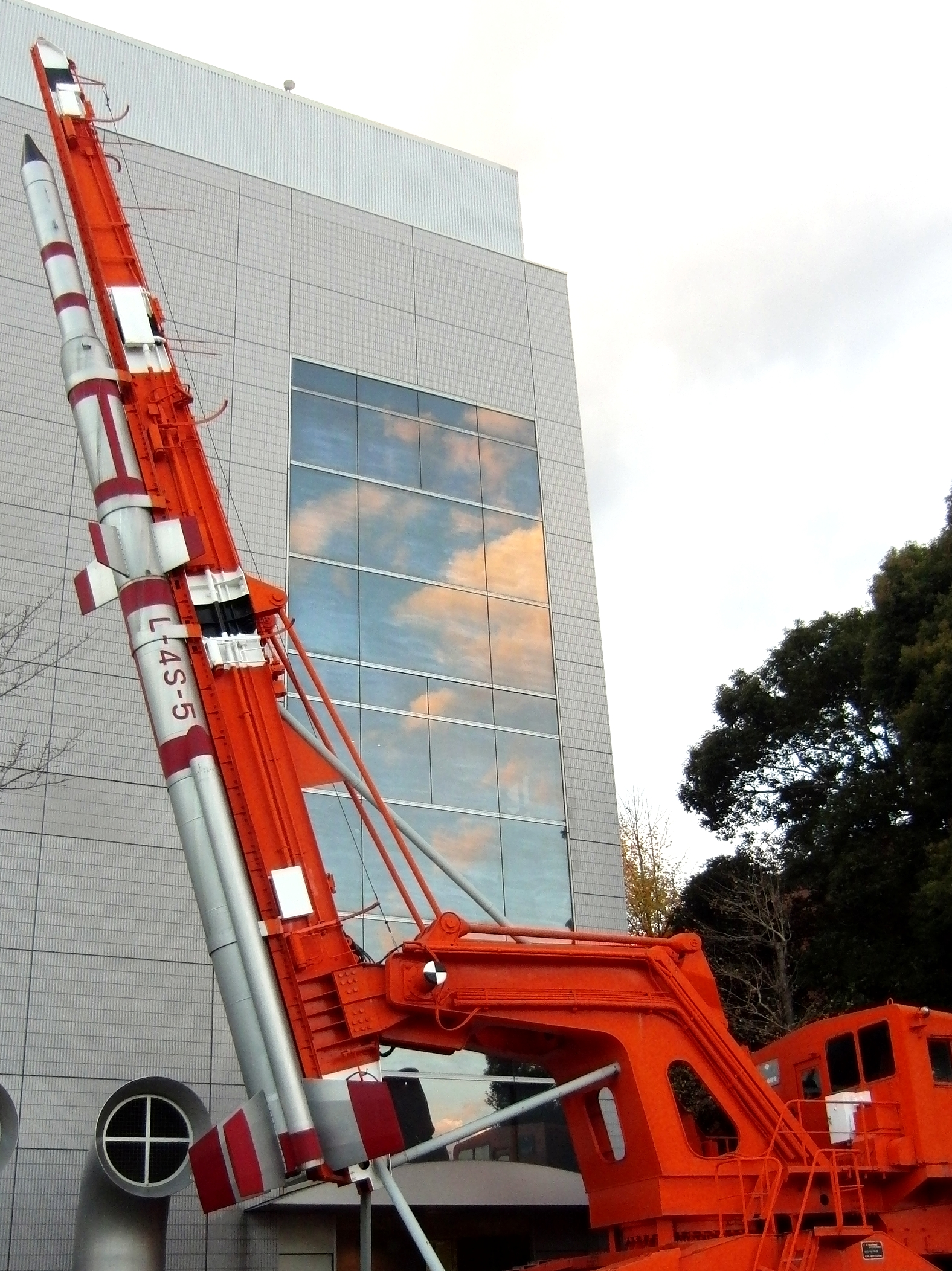
Une fusée sonde Lambda-4S-5 sur sa rampe de lancement.

Les fusées-sondes ont été jusque-là lancées depuis une plage isolée à Michikawa dans la préfecture d'Akita. Mais leur portée s'est fortement accrue et elles sont désormais susceptibles de s'écraser en Chine en cas de défaillance. Itokawa se met à la recherche d'un site situé sur la côte Pacifique du Japon disposant de bonnes voies de communications mais faiblement peuplé et bénéficiant d'un climat clément. Après deux ans de recherche, le site d'Uchinoura dans la préfecture de Kagoshima (dans l'île de Kyūshū, la plus méridionale du Japon) est finalement retenu en 1961 malgré les temps de transport (31 heures de train pour aller à Tokyo) et l'opposition des pêcheurs locaux. Pour apaiser ces derniers, il est décidé que les tirs ne pourront avoir lieu que durant deux périodes d'une durée totale de 90 jours dans l'année (vers septembre et février), ce qui constituera une contrainte très forte pour les lancements et en particulier ceux des sondes spatiales. Malgré un relief très tourmenté, le site de 510 hectares est rapidement aménagé et le premier tir d'une Lambda 3, qui atteint une altitude de 1 000 km, a lieu en juillet 1964.

### Le premier satellite japonais (1965-1970)

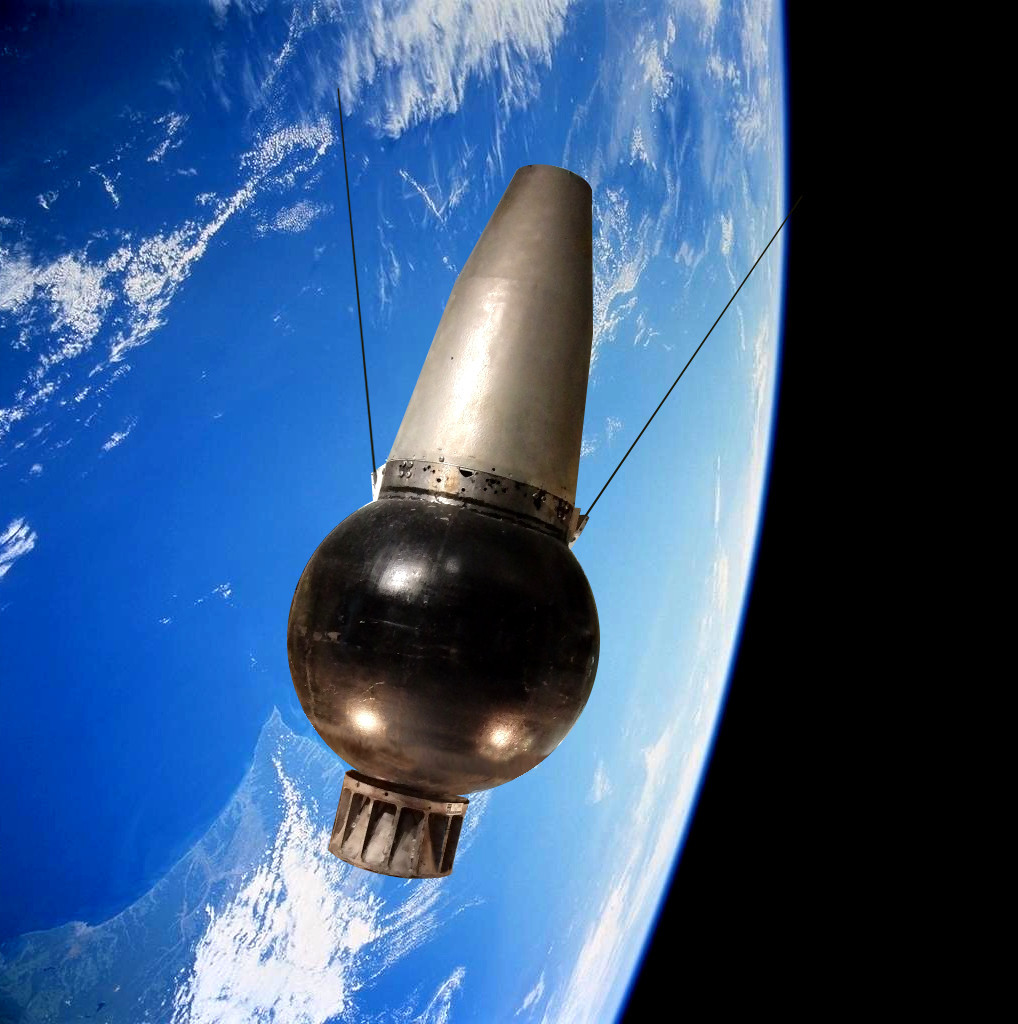
Osumi, premier satellite japonais.

La Lambda 3 représente ce qui peut être fait de plus puissant en matière de fusée-sonde. Logiquement l'étape suivante est de placer un satellite en orbite. En 1965 le Conseil national des activités spatiales donne son feu vert à l'ISAS pour la réalisation d'un programme spatial scientifique. Itokawa propose de développer une nouvelle fusée Mu pour lancer ces satellites. L'autorisation de réaliser le nouveau lanceur est donnée en août 1966. En parallèle Itokawa fait développer une dernière version de la famille Lambda baptisée Lambda 4S car il pense que cette fusée a la capacité de placer à faible coût un satellite en orbite avant que les Mu soient opérationnelles.  La Lambda 4S est une fusée non guidée de 9,5 tonnes longue de 16,5 mètres qui comporte 4 étages utilisant tous une propulsion à propergol solide. La fusée dispose de deux petits propulseurs d'appoint fournissant une poussée supplémentaire durant les 7 premières secondes du vol. Ce qui la différencie des versions précédentes est l'ajout d'un quatrième étage, contenant 88 kg de propergol solide, chargé, lorsque la fusée culmine, d'apporter le gain de vitesse horizontal permettant d'atteindre la vitesse orbitale. Comme tous les lanceurs de cette famille il est tiré depuis une rampe de lancement inclinée orientée dans la direction souhaitée. Le dernier étage comporte un système gyroscopique qui permet de contrôler l'orientation du dernier étage lorsqu'il entame sa phase balistique après l'extinction du troisième étage et avant sa mise à feu.
La masse satellisable est limitée à 12 kg mais il s'agit là du plus léger des lanceurs jamais développé. Trois lancements ont lieu entre septembre 1966 et avril 1967 qui se soldent tous par des échecs. Les États-Unis, dont certains responsables s'alarment des développements du Japon dans le domaine des moteurs à propergol solide, proposent à cette époque au gouvernement japonais d'utiliser des lanceurs américains mais Itokawa s'oppose fermement à cette option arguant que le Japon doit pouvoir maîtriser cette technologie. À la suite d'une campagne de presse hostile déclenchée par le grand quotidien Asahi Shimbun, il donne sa démission et quitte à jamais la recherche spatiale. Une quatrième tentative de lancement a lieu en septembre 1969 mais se solde à nouveau par un échec à la suite de la collision entre le troisième et le quatrième étage. Le cinquième lancement permet enfin de placer en orbite le  premier satellite artificiel japonais baptisé Ōsumi. Celui-ci, d'une masse totale de 38 kg, est un simple démonstrateur technologique comportant un radio-émetteur, un thermomètre et un accéléromètre. La radio du satellite tombe en panne après avoir bouclé 7 orbites (338x5150 km et inclinaison de 31°). Des fusées-sondes de la famille Lambda continueront d'être lancés jusqu'en 1977 pour des vols suborbitaux, mais la satellisation est désormais confiée à la génération suivante constituée par les fusées Mu.

### Premières missions scientifiques (1971-1979)
Les fusées Mu utilisent la même technologie à propergol solide mais sont nettement plus massives. Les Mu-4S, qui comportent 3 étages, ont une masse de 43,8 t, un diamètre à la base de 1,41 m et une longueur de 23,6 m. Elles peuvent placer en orbite basse une charge utile de 100 kg. Après un premier échec en 1970, une fusée Mu-4S parvient à placer en orbite le 16 février 1971 le satellite Tansei d'une masse de 62 kg. Celui-ci est également un simple démonstrateur technologique mais son successeur lancé le 28 septembre de la même année embarque une charge utile scientifique destinée à étudier le vent solaire et le rayonnement cosmique. Ses instruments détectent une nouvelle ceinture de radiations. Au cours de la décennie 1970, 10 satellites scientifiques sont lancés par des fusées Mu. La première version de cette famille de lanceur n'est pas guidée et l'orbite atteinte est peu précise. La version Mu-3C dont le premier exemplaire est tiré en 1974 comporte un système de radio-guidage qui permet de passer des commandes agissant sur l'orientation de la poussée du second étage : celui-ci est équipé  à de petites fusées latérales qui agissent sur le roulis tandis qu'un système d'injection de fréon dans la tuyère permet de dévier la poussée du propulseur principal. Le 21 février 1979, une fusée de ce type place en orbite Hakucho (ou CORSA-B) premier observatoire spatial à rayons X japonais. Il a été développé à l'initiative de Minoru Oda qui va exercer jusqu'à sa mort en 2001 une grande influence sur le programme spatial scientifique japonais en faisant de ce domaine très particulier un des points forts de la recherche spatiale de son pays.

### La création de la NASDA
L'activité spatiale japonaise supervisée par l'ISAS était entièrement consacrée à la recherche  scientifique. Les industriels japonais  s'inquiètent à la fin des années 1960 du manque d'ambition du gouvernement dans le domaine spatial et créent en 1968 un Conseil de promotion des activités spatiales qui réunit 69 entreprises impliquées dans l'espace et dont l'objectif est de favoriser le développement des applications spatiales dans des domaines tels que les télécommunications. Pour répondre à cette demande le gouvernement japonais crée en 1969 la National Space Development Agency of Japan (NASDA) dont le premier responsable, Hideo Shima, est l'ingénieur des chemins de fer qui a développé le Shinkansen, le train à grande vitesse japonais. La NASDA a pour objectif le développement de lanceurs, la mise au point des technologies nécessaires aux satellites d'application ainsi que la conception de ceux-ci. L'ISAS de son côté conserve les fusées-sondes et les satellites scientifiques et peut développer ses propres lanceurs à condition que leur diamètre ne dépasse pas 1,41 mètre. Cette division des activités spatiales japonaises civiles, qui aboutit à une démultiplication des développements, est une caractéristique unique dans le monde spatial qui va se perpétuer durant 30 ans. Sur le plan budgétaire la NASDA reçoit la majeure partie des fonds alloués au spatial (en moyenne 80 %) tandis que l'ISAS voit sa part chuter certaines années à 8 %.

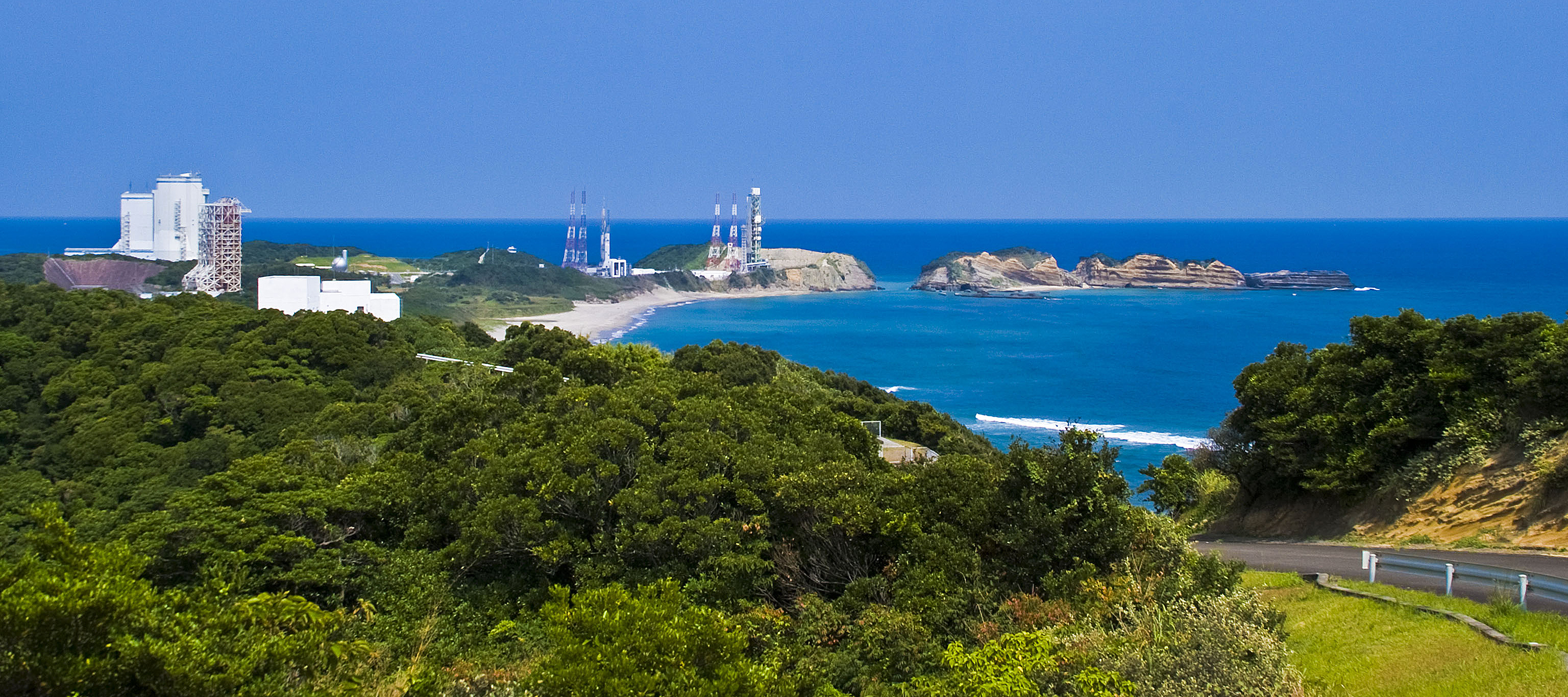
Le Centre spatial de Tanegashima.

Le premier objectif de la NASDA est de disposer d'un lanceur à ergols liquides suffisamment puissant pour placer un satellite sur une orbite géostationnaire à 36 000 km d'altitude. L'agence recherche d'abord un site où pourrait être testé puis lancé ses futures fusées. Une ancienne base de lancement de fusées sondes située à Takesaki dans la petite île de Tanegashima à 100 km au sud de la base de lancement d'Uchinoura est retenue. La base de lancement de Tanegashima est construite sur une partie de la côte qui fait face à l'Océan Pacifique. L'intention des ingénieurs de la NASDA est de développer un lanceur par la maîtrise progressive des technologies requises pour la propulsion à ergols liquides. Un premier lanceur Q, capable de placer un satellite de 85 kg à 1 000 km d'altitude, doit être lancé en 1972 ; le lanceur N dont le premier lancement doit intervenir en 1974, peut placer un satellite de 100 kg en orbite géostationnaire. Mais ces plans sont bouleversés par des considérations de politique étrangère. Le gouvernement américain au milieu des années 1960 tente de persuader les dirigeants japonais et européens de renoncer à développer leurs propres lanceurs et satellites de télécommunications au profit de prestations de lancement ou de licences de construction américaines. Le gouvernement japonais refuse dans un premier temps mais change d'avis à la suite d'un sommet avec le président américain Lyndon Johnson qui a lieu en octobre 1967 : ce dernier propose d'échanger la restitution en 1972 des îles Okinawa et l'archipel d'Ogasawara, administrées depuis 1945 par l'armée américaine, en échange de l'achat par les japonais d'une licence de fabrication de la fusée Thor. Cet accord est ratifié à l'automne 1970 et le développement des lanceurs Q et N est abandonné au profit de la construction sous licence  de la fusée américaine. La société Mitsubishi construit la fusée, qui est baptisée N-I, après que  la licence ait été acquise pour un prix d'environ 6 milliards de Yens.

### Développement des satellites d'application

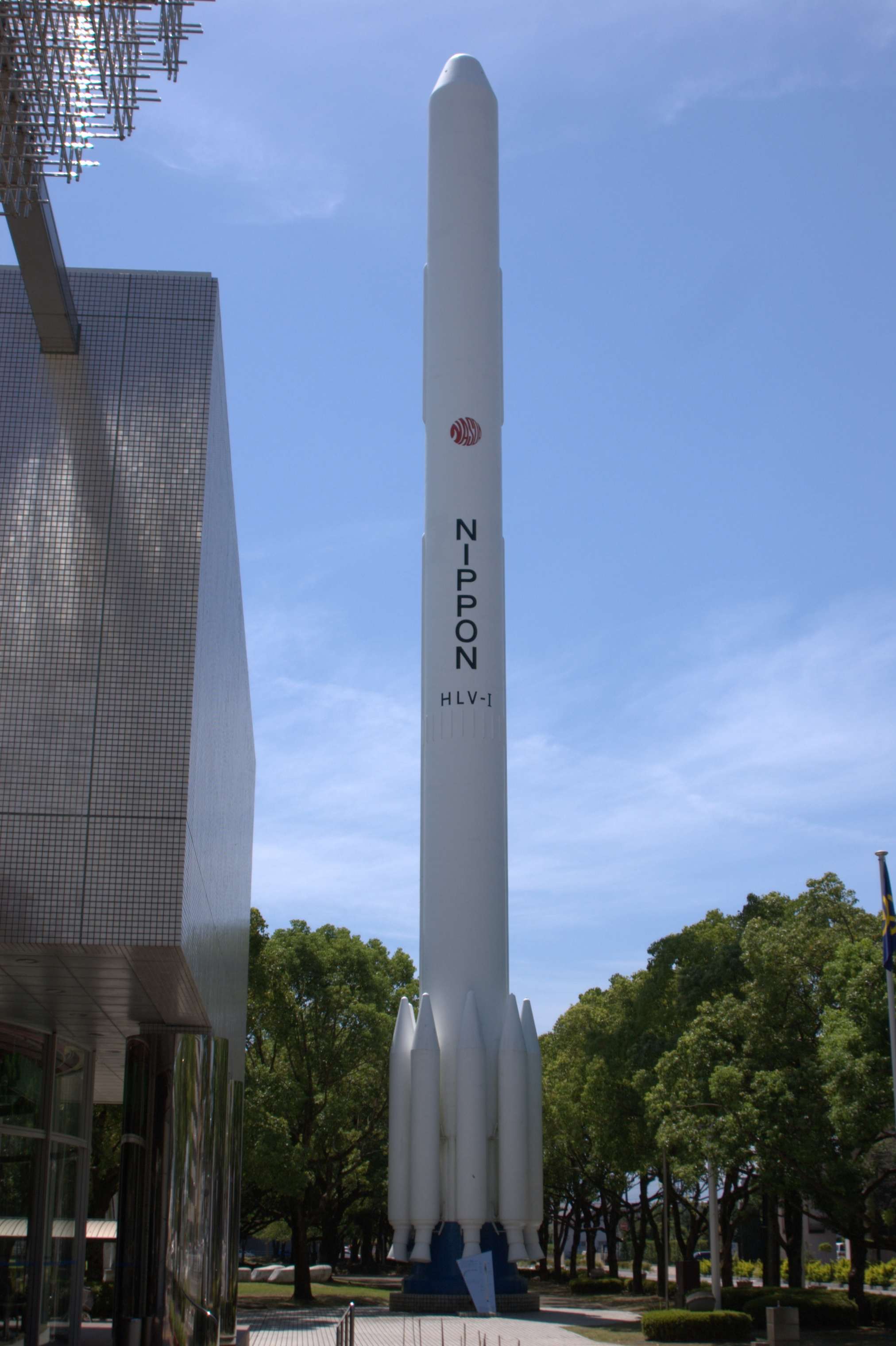
Maquette à l'échelle 1 de la fusée H-I.

Le 9 septembre 1975, la NASDA place en orbite son premier satellite grâce à la fusée N-I. Kiku-1, qui pèse 83 kg et est placé sur une orbite de 1 000 km, est le premier satellite d'une série destinée à mettre au point les technologies spatiales nécessaires à la réalisation de satellites de télécommunications. Kiku-2, qui fait également partie de cette série est lancé le 23 février 1977 et permet au Japon de devenir le troisième pays à avoir placé un satellite en orbite géostationnaire. Pour acquérir les connaissances nécessaires à la mise en place d'un réseau de satellites de télécommunications, les sociétés japonaises sont incitées à se tourner vers les États-Unis pour le développement et le lancement des premiers satellites opérationnels. Des accords sont signés avec des entreprises américaines donnent naissance aux familles de satellites Yuri pour la diffusion de la télévision par satellite et Sakura. De manière paradoxale le Japon, dont l'industrie électronique va dominer le monde, continuera par la suite à s'approvisionner à l'étranger pour ses satellites de télécommunications.
Les caractéristiques de la fusée N-I - charge utile de 130 kg en orbite géostationnaire, système de guidage - étaient déjà dépassées au moment de son premier vol en 1975. Pour pouvoir placer en orbite géostationnaire des satellites opérationnels modernes, la NASDA décide d'acquérir la licence de développement de la fusée Thor-Delta. Le nouveau lanceur, dont la version japonaise est baptisée N-II, peut placer 360 kg en orbite géostationnaire. Le premier vol qui a lieu le 11 février 1981 place en orbite le satellite Kiku-3, un engin de 640 kg disposant d'une propulsion plasmique par impulsion. Ce lanceur est par la suite utilisé pour lancer des satellites de télécommunications en orbite géostationnaire. En parallèle, le Japon participe avec les États-Unis et l'Europe à la mise en place d'un réseau de satellites géostationnaire dans le cadre de Organisation météorologique mondiale. la participation japonaise prend la forme du satellite météorologique GMS Himawari 1 de 325 kg qui est lancée le 14 juillet 1977 depuis la base de lancement de Cape Canaveral par une fusée américaine Delta. Les quatre satellites météorologiques suivants seront placés en orbite entre 1981 et 1995 par des lanceurs japonais.

### Développement du lanceurH-I(1981-1986)
Pour disposer d'un lanceur plus puissant tout en gagnant en autonomie par rapport aux technologies américaines, la NASDA lance en février 1981 le développement d'une nouvelle version du lanceur N-II comportant un deuxième étage cryogénique brûlant un mélange hydrogène/oxygène liquide entièrement conçu au Japon. À l'époque seuls les États-Unis et l'Europe ont pu maîtriser, non sans difficulté, cette technologie. Pour développer le moteur qui propulse le deuxième étage, l'ISAS et la NASDA travaillent en coopération. Le nouveau lanceur H-I peut placer 550 kg en orbite géostationnaire. Le moteur cryogénique développé par les ingénieurs japonais baptisé LE-5 développe une poussée de 10,5 tonnes avec une impulsion spécifique de 447 secondes. D'une masse de 255 kg, il est rallumable. Le premier vol du nouveau lanceur a lieu le 13 août 1986 et place en orbite basse 3 satellites dont le satellite géodésique passif Ajisai de 685 kg. Pour le deuxième vol, le satellite Kiku-5 (ou ETS V), un démonstrateur technologique de 550 kg, est placé en orbite géostationnaire. Le moteur d'apogée utilisé est pour la première fois de fabrication japonaise.

### Satellites scientifiques des années 1980 et premières sondes spatiales
En 1971 l'ISAS qui est devenu trop gros pour l'université de Tokyo est détaché de celle-ci et devient un institut de recherche national inter-universitaire rattaché au Ministère de l'Éducation de la Science et de la Culture et disposant de son propre campus installé à Sagamihara. Bien que disposant d'une faible partie des ressources allouées au programme spatial japonais, l'ISAS  parvient à développer  au cours des décennies 1970 à 1990 un riche programme scientifique dont plusieurs missions d'exploration du système solaire qui sont les plus connues du grand public car les plus spectaculaires. L'ISAS utilise pour lancer ses satellites et sondes spatiales son petit lanceur Mu à propergol solide dont elle améliore régulièrement les performances. Les satellites restant en orbite terrestre comprend le série des ASTRO, des observatoires ou télescopes spatiaux, les EXO satellites destinés à étudier les hautes couches de l'atmosphère et l'environnement spatial de la Terre et les SOLAR-n qui étudient le Soleil.

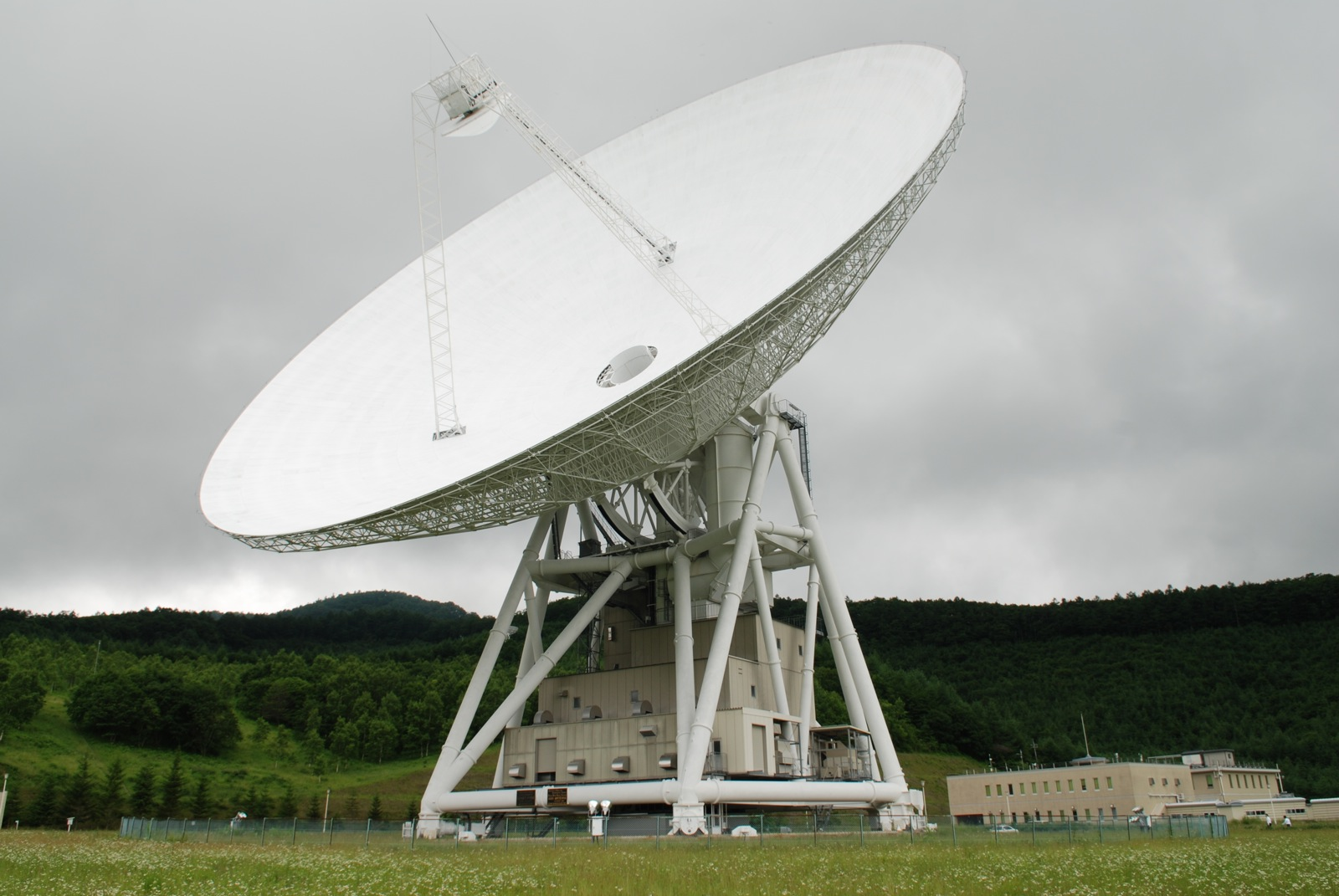
L'antenne parabolique de 64 m utilisée pour communiquer avec les sondes spatiales et située à Usuda.

Le lanceur Mu-3S, utilisé  par l'ISAS au début des années 1980, peut placer 300 kg en orbite basse. Il permet de lancer entre 1981 et 1983 Hinotori (ASTRO-A) un observatoire à rayons X, Tenma (ASTRO-B) et Ohzora (EXOS-C). Pour pouvoir lancer une sonde vers la comète de Halley et participer à un effort concerté de toutes les nations spatiales face à cet événement exceptionnel, l'ISAS développe une nouvelle version de son lanceur, le Mu-3SII qui permet de doubler la charge utile à 700 kg grâce à des accélérateurs d'appoint de grande taille et l'allongement des étages supérieurs. La fusée d'une masse de 61 tonnes lance successivement en 1985 deux sondes spatiales  à la rencontre de la comète de Halley : Sakigake (ou MS-T5), première sonde interplanétaire du Japon, chargée d'effectuer des taches de reconnaissance et Suisei (ou PLANET A) qui doit passer près du noyau de la comète et prendre des images avec sa caméra. Sakigake après avoir au cours de sa course vers la comète étudié le vent solaire s'approche à 7 millions de kilomètres de la comète tandis que Suisei passe à 151 000 km de celle-ci le 8 mars 1986 et parvient à prendre des images du nuage d'hydrogène qui l'entoure ainsi qu'à déterminer sa vitesse de rotation. Les communications avec les deux sondes spatiales sont assurées via une antenne parabolique de 64 mètres de diamètre que l'agence spatiale japonaise a inauguré pour cette occasion et qui est située à Usuda dans la vallée de Nagano à 170 km au nord-ouest de Tokyo. Au cours des années suivantes le lanceur Mu-3S est mis à contribution pour lancer deux observatoires à rayons X de la série ASTRO-X   - Ginga  en 1987 et Asuka (ou ASCA) en 1993 - Akebono en 1989, un satellite destiné à étudier les aurores boréales, Yohkoh en 1991 un observatoire solaire tête de la série SOLAR-X. Le satellite GEOTAIL qui étudie la magnétosphère terrestre et est développé conjointement avec la NASA est lancé en 1992 par une fusée américaine. Enfin en 1990 l'ISAS lance avec sa fusée la première sonde planétaire Hiten chargée de placer un sous-satellite en orbite autour de la Lune. La mission qui n'emporte qu'un seul instrument scientifique, est un succès malgré la perte de la liaison radio avec le sous-satellite. La dernière mission du lanceur Mu-3S place en orbite le 15 février 1995 la capsule spatiale allemande Express emportant des expériences de microgravité mais celle-ci, trop lourde pour la fusée, effectue une rentrée atmosphérique prématurée.

### Le lanceur M-V et les missions scientifiques des années 1997-2006

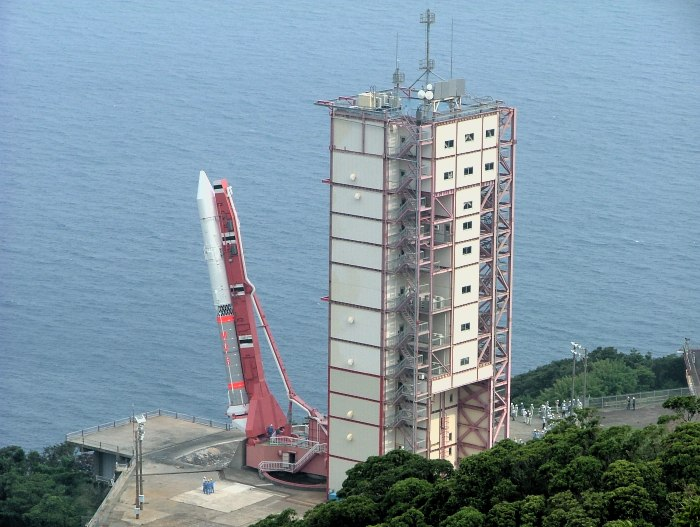
La fusée à propergol solide M-V s'apprête à lancer l'observatoire astronomique ASTRO-E.

L'ISAS, pour pouvoir placer en orbite des charges plus lourdes, développe un nouveau lanceur baptisé M-V qui permet de lancer 1,8 t soit un doublement par rapport à la génération précédente. Comme les fusées de la famille Mu qui l'ont précédé tous ses étages ont recours à la propulsion à propergol solide mais ses dimensions en font un lanceur complètement différent. La nouvelle fusée de 4 étages a un diamètre de 2,5 m pour une masse de 135 t et une longueur de plus de 30 m : il s'agit à l'époque du plus gros lanceur ayant recours uniquement aux propergols solides. Le développement a été plus long que prévu car le constructeur Nissan a eu du mal à mettre au point les tuyères déployables destinées à limiter la dimension du nouveau lanceur. Le pas de tir à Uchinoura a dû être adapté, mais malgré sa taille le nouveau lanceur est tiré depuis une rampe de lancement inclinée comme ses prédécesseurs. Le premier tir, qui a lieu le 12 février 1997, emporte le radio-télescope spatial Haruka qui déploie une fois en orbite une antenne de plus de 8 mètres de large. Le deuxième tir qui a lieu en février 1990 et emporte l'observatoire spatial rayons X ASTRO-E, est un échec. La tuyère du premier étage est transpercée par un jet de gaz chaud peu après le décollage et le lanceur ne parvient pas à placer en orbite le satellite. Sa copie, baptisée Suzaku sera finalement placée en orbite par le même lanceur le 19 juillet 2005.

### Les missions d'exploration du système solaire

#### Exploration de la Lune
Le Japon est la première des nouvelles nations spatiales (Chine, Europe, Inde, Japon) à se lancer dans l'exploration des planètes du système solaire. L'ISAS  développe d'abord  un démonstrateur technologique Hiten (MUSES-A) qui est placé en orbite en 1990. Celui-ci comprend un vaisseau mère de 193 kilogrammes placé sur une orbite terrestre haute permettant le survol de la Lune et un sous-satellite de 11 kg qui devait être largué puis freiner afin de se placer en orbite autour de la Lune. Les deux engins n'emportent aucun instrument scientifique hormis un détecteur de micro-météorites. Bien que la mission soit émaillée d'incidents, les objectifs de mise au point des techniques de vol interplanétaire sont à peu près remplis. Au début des années 2000 l'agence spatiale japonaise se lance  dans le développement d'une véritable sonde spatiale lunaire LUNAR-A. Celle-ci comprend un orbiteur emportant deux pénétrateurs  qui devaient être largués depuis l'orbite lunaire et s'enfoncer dans le sol lunaire. Chaque pénétrateur embarquait un sismomètre et un instrument de mesure des flux thermiques internes dans le but de mesurer l'activité sismique et fournir des éléments sur la structure interne de notre satellite. Après 10 ans de développement, le projet est abandonné en 2007 à la suite des difficultés de mise au point des pénétrateurs. Quelques mois seulement après l'annulation de Lunar-A, l'ISAS lance en octobre 2007 immédiatement après l'annulation de Hiten la sonde spatiale SELENE/Kaguya. Cet engin lourd de 3 tonnes emportant une quinzaine d'instruments scientifiques dont deux sous-satellites est placé en orbite lunaire et étudie la planète et son environnent de décembre 2017 à juin 2019.  La mission qui est un succès collecte des données très détaillées sur la surface de la Lune (topographie, composition du sol) ainsi que sur l'environnement de la Lune (plasma, champs magnétique et gravitationnel). Le développement de son successeur SELENE-2, un atterrisseur qui pourrait se poser près du pôle lunaire vers 2020, est abandonné en 2015.

#### Exploration des autres planètes
Le 4 juillet 1998 le Japon lance sa première sonde spatiale vers la planète Mars. Nozomi est un engin de taille réduite (540 kg , 258 kg sans le carburant) qui doit se placer sur une orbite très elliptique (300 x 475 000 km) autour de Mars pour étudier son champ magnétique et son atmosphère. Il emporte 14 instruments scientifiques représentant une masse de 33 kg dont certains développés par des laboratoires d'autres pays. Placé initialement sur une orbite terrestre très elliptique qui lui fait contourner la Lune, il utilise son moteur pour s'insérer sur une orbite de transfert vers Mars mais la poussée est insuffisante car une vanne est resté en partie fermée. Une tempête solaire en 2002, qui diminue encore les capacités de la sonde, met fin aux espoirs d'insérer la sonde sur une orbite martienne.
La mission interplanétaire suivante lancée le 9 mai 2003 par la fusée de l'ISAS est particulièrement ambitieuse. La petite sonde Hayabusa (510 kg) après avoir étudié le petit astéroïde Itokawa, baptisé en l'honneur du fondateur de l'astronautique japonaise Hideo Itokawa, doit se poser brièvement sur sa surface, récupérer un échantillon de son sol et le ramener sur Terre. La mission cumule un nombre impressionnant de premières : recours à des moteurs ioniques qui fournissent une accélération cumulée de 3,5 km/s, atterrissage sur un corps céleste à très faible gravité, rentrée atmosphérique à grande vitesse d'une capsule spatiale et récupération d'un échantillon de sol d'un autre corps céleste. Bien qu'ayant rencontré un grand nombre de problèmes qui diffère son retour en 2010, Hayabusa parvient à remplir tous ses objectifs. Le Japon devance pour la première fois la NASA dans le domaine de l'exploration spatiale. Alors que Hayabusa accomplit son périple un lanceur M-V  place en orbite en février 2006 Akari le premier télescope spatial infrarouge japonais puis 6 mois plus tard en septembre 2006 l'observatoire spatial Hinode.
Ce lancement est le dernier tir du lanceur M-V qui est retiré du service en raison de son coût particulièrement élevé. Le développement d'un nouveau lanceur léger est lancé : il reprend les caractéristiques techniques de la série des Mu (propergol solide), doit être moins coûteux que la M-V mais avec des capacités plus limitées (1,2 tonne en orbite basse). Mais ce programme initialement baptisé Advanced Solid Rocket avant d'être rebaptisé Epsilon prend du retard et son premier tir ne devrait pas intervenir avant 2013.

### Participation au programme spatial habité

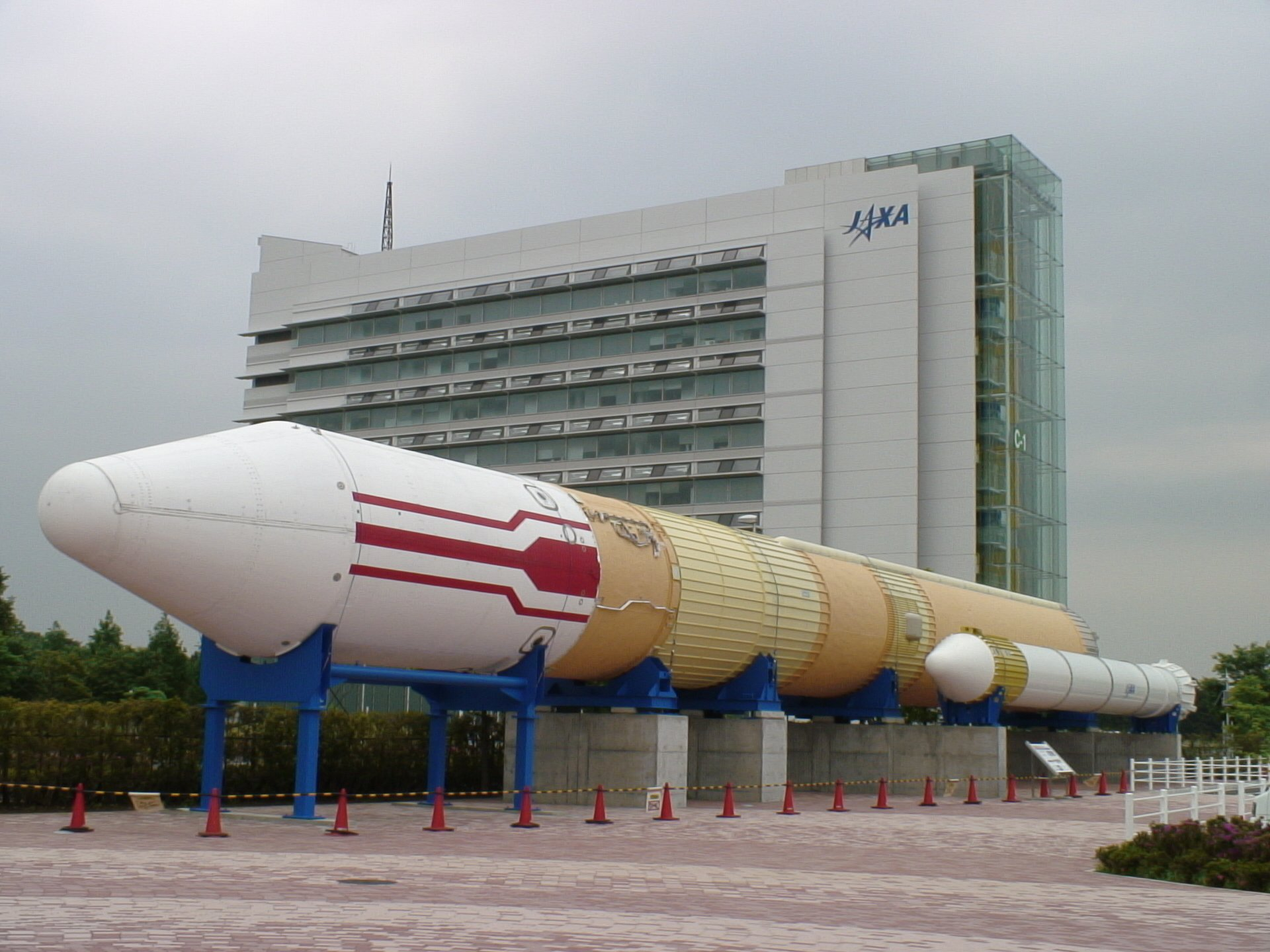
Le lanceur H-II.

Le programme de la Navette spatiale américaine, qui effectue son premier vol en 1981, donne naissance à des programmes de coopération entre les États-Unis et les puissances spatiales européenne et japonaise. L’Agence spatiale européenne développe un laboratoire spatial, Spacelab, transporté dans la soute de la navette qui permet de réaliser des expériences scientifiques dans l'espace mises en œuvre par des spécialistes de mission. Le Spacelab va voler  à 22 reprises entre 1983 et 1998 à bord d'une navette spatiale en emportant au cours de 4 de ces missions des astronautes japonais. La première expérience japonaise est emportée par une navette en décembre 1982 mais est mise en œuvre dans l'espace par des astronautes non japonais. Le Japon décide de financer une mission Spacelab emportant uniquement des expériences japonaises baptisée Spacelab J (comme Japon). Parallèlement trois astronautes sont sélectionnés par la NASDA pour participer aux vols comme spécialistes de mission : le chercheur en chimie, Mamoru Mohri qui est retenu pour le premier vol, la chirurgienne Chiaki Mukai et l'ingénieur Takao Doi. 22 expériences en sciences des matériaux et 12 expériences en sciences de la vie sont sélectionnées pour Spacelab J. Mais la navette spatiale est clouée au sol par l'accident de Challenger de 1986 et la mission Spacelab J est repoussée sine die. L'Union soviétique propose alors au Japon de faire voler ses expériences à bord de la station Mir (station spatiale) qui doit être mise en orbite le mois suivant mais les autorités japonaises préfèrent repousser cette proposition et attendre que la mission Spacelab J soit replanifiée.  Mais en 1986 la plus grande station radio privée japonaise, TBS, décide de célébrer avec éclat son 40e anniversaire en payant 11,3 M€ un vol d'une semaine à bord de la station soviétique Mir à un de ses journalistes, chargé d'effectuer des émissions depuis l'espace. Après une difficile sélection (tous les candidats proposés étaient rejetés par les médecins soviétiques), Toyohiro Akiyama, rédacteur en chef de la rubrique internationale, est sélectionné. C'est le premier touriste spatial qui profite des problèmes financiers de l'Union soviétique en voie de décomposition. Lancé à bord de Soyouz TM-11 le 2 décembre 1990, il devient le 1er astronaute japonais. Finalement la mission Spacelab J est lancée le 12 septembre 1992  dans le cadre du vol STS-47 avec à son bord l'astronaute japonais Mamoru Mohri.

### Développement du lanceur lourd H-II (1986-1994)
Au milieu des années 1980 la NASDA décide de développer un nouveau lanceur lourd en utilisant uniquement des technologies nationales mettant fin à la dépendance du Japon vis-à-vis de l'industrie spatiale américaine. L'autorisation de développer ce nouveau lanceur, baptisé H-II, est obtenue en 1986. Les ingénieurs ont opté pour des solutions techniques de pointe avec un premier étage propulsé par un nouveau moteur-fusée, le LE-7 de 107 tonnes de poussée, à la fois performant (il utilise le couple hydrogène liquide/oxygène liquide) et d'une grande sophistication (combustion étagée). Le deuxième étage est une version améliorée de celui de la H-I qui était déjà de construction locale et utilisait la même combinaison d'ergols. Deux gros propulseurs d'appoint à propergol solide également développés localement fournissent durant la première partie du vol le gros de la poussée. Les constructeurs multiplient les systèmes de sécurité et font systématiquement les choix les plus coûteux pour que le nouveau lanceur japonais soit d'une fiabilité irréprochable. La mise au point d'un moteur-fusée LE-7 s'avère beaucoup plus difficile que prévu et entraine un retard important. Le premier vol a enfin lieu le 4 février 1994 et se déroule à la perfection.

### La série d'échecs des années 1990 (1994-1999)
Mais ce succès ne dure pas car l'agence spatiale japonaise va connaitre au cours des années suivantes une série d'échecs qui touchent l'ensemble de son programme. Le deuxième vol de la H-II, qui a lieu le 28 août 1994, emporte le satellite expérimental Kiku-6 dont le moteur d'apogée refuse de fonctionner. Deux ans plus tard, en février 1996, la NASDA perd la mini navette spatiale HYFLEX après un vol suborbital. Celle-ci coule avant d'avoir pu être récupérée. Le gros satellite d'observation de la Terre ADEOS I lancé en août 1996 est perdu moins d'un an plus tard à la suite d'un incident dû à une erreur de conception de ses panneaux solaires. Enfin au cours du 5e lancement de la H-2, le  deuxième étage de la fusée ne fonctionne pas aussi longtemps que prévu et le satellite COMETS (ja) destiné à tester de nouvelles technologies de télécommunications spatiales est placé sur une orbite inutilisable. Le matériel perdu représente une valeur cumulée à l'époque de 1,8 milliard €. Une commission composée de 8 personnalités japonaises et de 8 personnalités étrangères avec à leur tête Jacques-Louis Lions président de l'Académie des sciences française est nommée pour tenter de tirer des leçons de cette série d'échecs. La commission dans son rapport rendu en 1999 ne constate pas de fautes graves mais souligne que la NASDA s'est engagée au cours de la dernière décennie dans un nombre important de projets avec un budget relativement limité et sans avoir renforcé son encadrement. Elle constate également que bien qu'étant devenue un leader dans de nombreuses techniques spatiales, l'agence ne parvient pas à valoriser son savoir-faire. Pour couronner cette période noire, le 15 novembre 1999 le septième vol du lanceur H-II est victime d'une défaillance et celui-ci doit être détruit en vol.

### La remise en cause de l'organisation et du programme

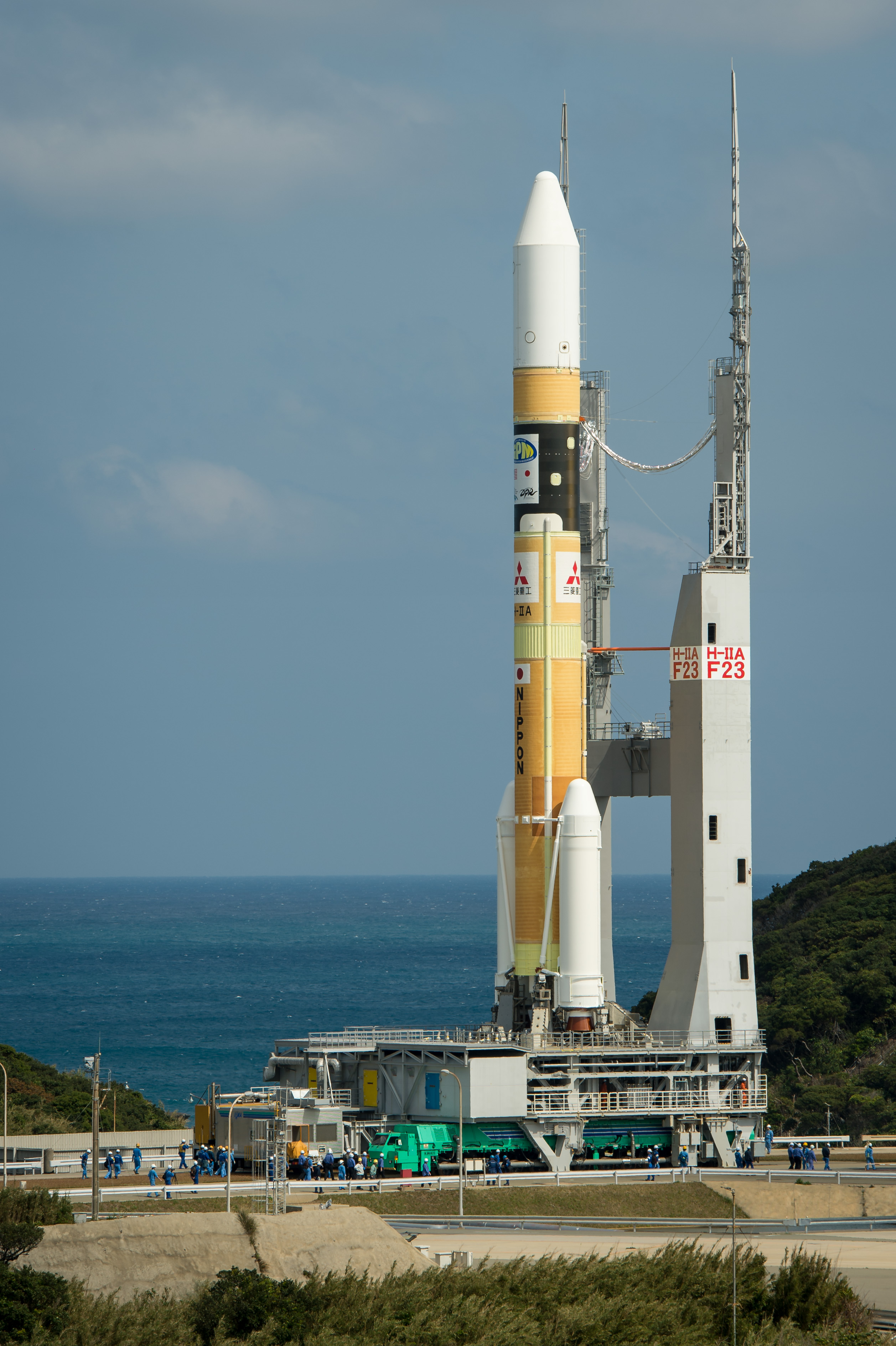
Le lanceur H-2A est une réussite technique mais un échec commercial.

Le lanceur H-II avait été développé dans l'objectif de prendre des parts de marché dans le domaine des lancements de satellites commerciaux. Mais avec un coût de 188 M€, soit deux fois plus élevé que celui des lanceurs dominant cette activité (Proton et Ariane), le lanceur japonais n'avait trouvé aucun débouché commercial. La NASDA décide donc à la fin des années 1990 de refondre son lanceur afin d'accroître sa fiabilité mais également d'abaisser son coût à 80 M€ avec comme objectif de prendre 17 % de parts de marché des lancements commerciaux. Pour diminuer le prix du lanceur la fabrication des moteurs est simplifiée en réduisant de manière sensible le nombre de pièces, le dogme du « tout national » est abandonné pour les propulseurs d'appoint qui utilisent des technologies américaines permettant de gagner en poussée, les étages sont allégés, des matériaux moins coûteux sont utilisés et une combinaison de coiffe et de propulseurs d'appoint est proposée pour optimiser chaque lancement. Après une mise au point difficile de la nouvelle version des moteurs, le premier vol du nouveau lanceur H-2A a lieu le 29 août 2001.

### La mise en place du programme spatial militaire japonais (1998)
Le programme spatial japonais contrairement à celui des deux grandes puissances spatiales est resté jusque-là complètement civil reflétant les orientations pacifiques du pays inscrites dans la Constitution japonaise conséquences de la défaite de la Seconde Guerre mondiale. Mais le 31 août 1998 la Corée du Nord annonce avoir réussi à mettre en orbite son premier satellite fait qui sera contesté par tous les experts occidentaux qui estiment que la tentative n'a pas abouti. Néanmoins la trajectoire du lanceur, dérivé d'un missile balistique Taepodong-1, a survolé le nord du Japon et prouve que celui-ci est désormais à portée d'un tir militaire de la Corée du Nord. Les responsables militaires japonais estiment d'ailleurs que ce lancement cache en fait un test de missile balistique à longue portée. Cet incident met en évidence la dépendance du Japon vis-à-vis des satellites de renseignement américains qui seuls peuvent fournir des informations détaillées sur d'éventuels préparatifs hostiles sur le territoire nord coréen. Or les militaires américains, qui avaient détecté le tir de la fusée nord-coréenne mais ne l'avaient pas signalé aux dirigeants japonais, repoussent les demandes de renseignement émanant des autorités japonaises malgré la coopération militaire étroite entre les deux pays. Le gouvernement japonais décide donc de lancer son propre programme de satellites de renseignement baptisé Information Gathering Satellite (IGS). Celui-ci est présenté comme un programme à usage mixte, à la fois  civil et militaire, mais dans les faits les images qui seront produites par les satellites, ne seront jamais déclassifiées sauf lors du tsunami de mars 2011. Le programme IGS doit comprendre 4 satellites purement militaires (deux optiques, deux radars) placés sur une orbite polaire ayant un inclinaison de 85°. Les satellites reprennent l'architecture et les composants de ALOS construit par  le constructeur Mitsubishi Electric Company (MELCO). Ce dernier est également sélectionné pour la construction des satellites militaires. Pour gagner du temps certains composants comme les systèmes d'enregistrement de données tandis que les mécanismes utilisés pour orienter les senseurs optiques sont commandés aux États-Unis. Un budget considérable de 2 Mds $ est affecté au programme IGS. Les deux premiers satellites (un optique et un radar) sont lancés par une fusée H-IIA le 28 mars 2003,.

### La création de l'agence spatiale JAXA (2003)
En 2001 le gouvernement Koizumi I décide d'une grande réforme du secteur public. Une des conséquences est la  fusion  du Ministère de l’Éducation auquel est rattaché l'ISAS et du Ministère pour la Technologie dont dépendent la NASDA ainsi que le NAL (organisme de recherche aérospatial). Le 1er octobre 2003 le  Ministère de l'Éducation, de la Culture, des Sports, des Sciences et de la Technologie (MEXT) qui résulte de cette fusion décide  de regrouper les activités de l'ISAS, la NASDA et le NAL au sein d'une agence unique, l'Agence d'exploration aérospatiale japonaise (JAXA). L'année de cette réorganisation la NASDA dispose d'un budget de 1,11 Mds € et emploie 1090 personnes, l'ISAS qui emploie 294 personnes dispose d'un budget de 139 M€ et le NAL dispose de 176 M€ et occupe 417 personnes. Ces sommes ne représentent pas l'ensemble du budget spatial puisque d'autres ministères allouent aux agences des budgets spatiaux pour couvrir leurs besoins propres (représente environ 40 % du budget total en 2012). Un président issu du secteur privé des télécommunications est nommé en 2004 et met en place une nouvelle distribution des taches qui se caractérise par un rôle accru du secteur privé. C'est ainsi que toutes les activités de lancement de la fusée H-IIA sont transférées à son constructeur Mitsubishi Heavy Industries tandis que le développement du lanceur de moyenne puissance GX et du système de positionnement par satellite QZSS est amorcé dans le cadre d'un partenariat privé/public . En 2005 la JAXA présente un document cadre qui précise les objectifs de l'agence pour les deux décennies à venir. En parallèle le projet HOPE de navette spatiale japonaise est abandonné.

### Développement d'une nouvelle génération de lanceurs

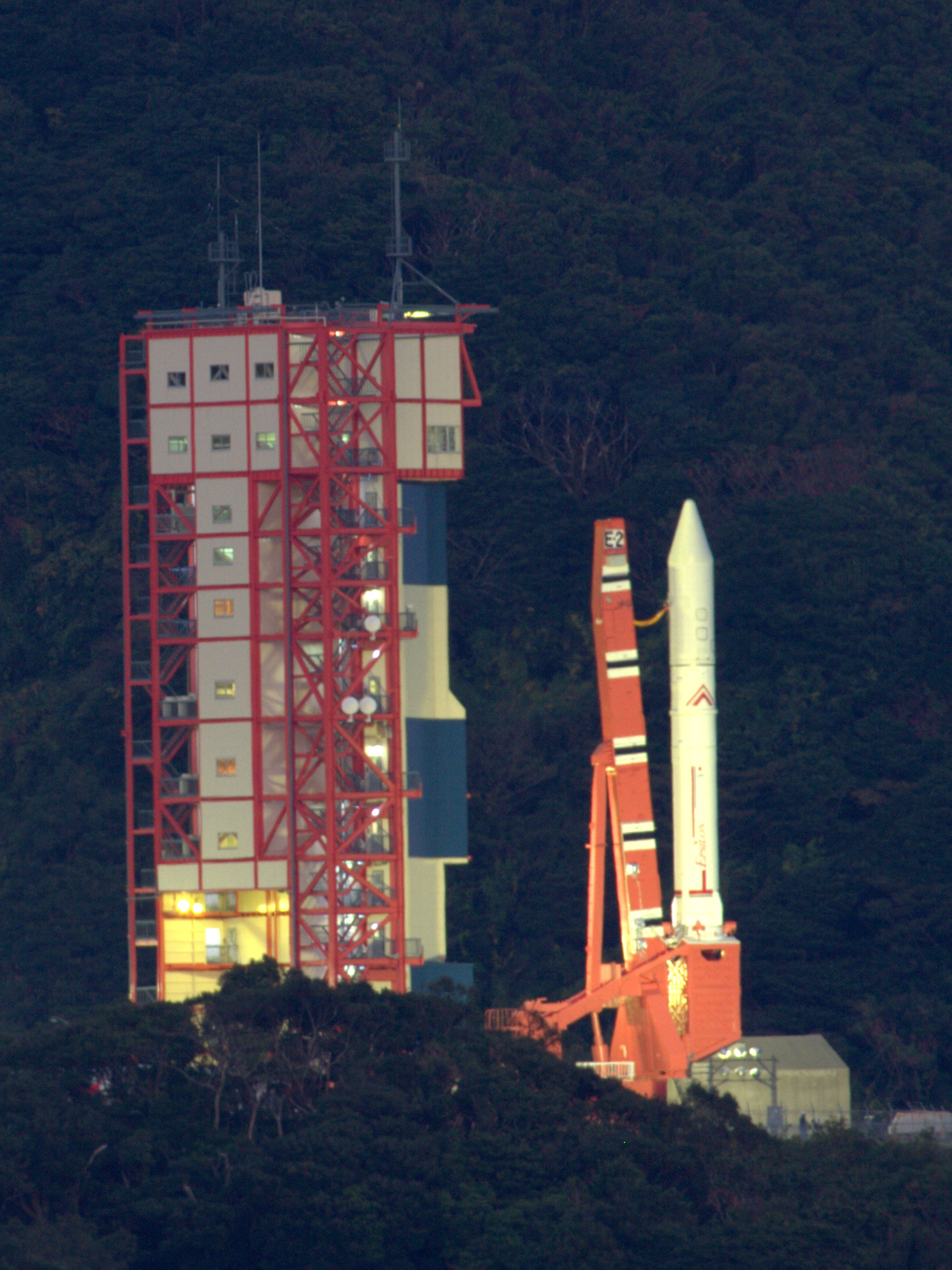
Lanceur Epsilon sur son pas de tir.

La même année, la fabrication du lanceur léger M-V, particulièrement couteux est arrêtée. En août 2010, les responsables du programme spatial japonais annoncent le développement de son remplaçant, baptisé Epsilon, chargé comme son prédécesseur de lancer des satellites scientifiques. Le premier vol a lieu le 14 septembre 2013 et place en orbite le petit télescope spatial japonais SPRINT-A. Il est prévu une cadence de lancement d'un tir par an. Le gouvernement japonais décide mi-2013 de développer le remplaçant de son lanceur principal H-IIA avec comme objectif de diviser par deux les coûts de lancement. La nouvelle fusée, baptisée H3, dont le développement est confié début 2014 à Mitsubishi Heavy Industries, doit être opérationnel au début des années 2020. D'une capacité proche de son prédécesseur, son architecture repose sur le développement d'un nouveau moteur-fusée à ergols liquides moins couteux à produire et la réutilisation du deuxième étage du lanceur léger Epsilon comme propulseur d'appoint.

## La politique spatiale japonaise

### Organisations impliquées dans le programme spatial
La JAXA est l'agence spatiale  japonaise qui supervise le lancement et le développement des lanceurs, satellites scientifiques et expérimentaux, les sondes spatiales et la participation au programme spatial habitée. La JAXA résulte de la fusion en 2003 de la NASDA chargée du développement des lanceurs à ergols liquides et des satellites d'application et de l'IRAS chargé du volet scientifique du programme spatial japonais. La JAXA est placé sous la tutelle du Ministère de l'Éducation, de la Culture, des Sports, des Sciences et de la Technologie (MEXT). La JAXA ne gère qu'environ 50 % du programme spatial. Le programme des satellites d'application militaires ou civil est géré par plus d'une dizaine de ministères dont les principaux sont  : 
- le Secrétariat du Cabinet (497 millions M€) qui est chargé du développement de la constellation de satellites de reconnaissance optique et radar IGS.
- le Bureau du Cabinet (340 millions €) qui a la charge principalement des satellites de navigation QZSS.
- le Ministère de la Défense  qui financement les satellites de télécommunications militaires DSN et la surveillance spatiale.

### Le budget spatial 2022
Le budget spatial pour l'année fiscale 2022 (voté en mars 2021 et s'appliquant à partir d'avril 2021) se monte à 449,6 milliards yens (3,6 Mds €) en forte progression par rapport à l'année précédente (23,1%). Les augmentations les plus importantes portent sur les programmes de l'agence spatiale japonaise et du Ministère de la Défense.
Sur cette somme environ la moitié 212,4 Mds ¥ (1,65 Mds €) sont alloués à l'agence spatiale japonaise. La participation du Japon au programme Artemis se monte à 51,4 milliards yens (395 M€) dont 37 Mds ¥ pour le développement du cargo spatial HTV-X et 6,1 Mds ¥ pour la station spatiale lunaire  Lunar Gateway. 3,4 Mds ¥ sont consacrés au développement du petit atterrisseur lunaire SLIM et 2,8 Mds ¥ constituent la contribution du Japon au projet d'astromobile lunaire LUPEX étudié avec l'Inde. Le télescope spatial XRISM reçoit 4 Mds ¥ et la sonde spatiale MMX 2,6 Mds ¥.  Le nouveau lanceur H3, dont le vol inaugural est planifié pour 2022, reçoit 18,9 milliards yens. Le projet de  satellite d'observation de la Terre radar ALOS-4 reçoit 12,2 Mds ¥. Enfin 5 Mds ¥ sont consacrés à la mise au point de nouvelles technologies dont 4,5 Mds ¥ pour le satellite de télécommunications expérimental ETS-9. 11,2  Mds ¥ sont consacrés aux opérations dans le module Kibo de la Station spatiale internationale.
Le deuxième programme par l'importance de son budget est celui du Secrétariat du Cabinet qui reçoit 80 milliards yens pour la gestion et le développement de la constellation de satellites de reconnaissance optique et radar IGS. Le troisième budget spatial par importance est celui du ministère Ministère de la Défense  qui dispose de 55,3 milliards yens pour développer un système de surveillance spatiale complet à l'échéance 2023. Sur cette somme 28,8 milliards yens sont consacrés au système de détection et de prédiction d'orbite des objets spatiaux.
| Ministère/agence        | Poste                                | 2019       | 2022       |
| ----------------------- | ------------------------------------ | ---------- | ---------- |
| Budget total            | Budget total                         | 2,9 Mds €  | 3,6 Mds €  |
| JAXA                    | Total                                | 1,47 Mds € | 1,65 Mds € |
| JAXA                    | dont lanceur H3                      | 246 M€     | 150 M€     |
| JAXA                    | dont JDRS (satellite relais)         | 89 M€      |            |
| JAXA                    | dont Programme Artemis (HTV-X,...)   | 30 M€      | 395 M€     |
| JAXA                    | dont ALOS-4                          |            | 99 M€      |
| JAXA                    | dont télecope spatial XRISM          | 29 M€      | 31 M€      |
| JAXA                    | dont MMX                             | 13 M€      | 20 M€      |
| JAXA                    | dont DESTINY+                        | 5,7 M€     |            |
| JAXA                    | dont JUICE                           | 4 M€       |            |
| JAXA                    | dont Station spatiale internationale |            | 87 M€      |
| JAXA                    | dont ETS-9                           | 4 M€       | 35 M€      |
| JAXA                    | dont SLIM                            |            | 27,6 M€    |
| JAXA                    | dont LUPEX                           |            | 22 M€      |
| Ministère de la Défense | Total                                | 283 M€     | 430 M€     |
| Ministère de la Défense | dont DSN (télécom militaires)        |            |            |
| Ministère de la Défense | dont surveillance spatiale           | 23 M€      | 220 M€     |
| Secrétariat du Cabinet  | IGS (reconnaissance)                 | 497 M€     | 620 M€     |
| Bureau du Cabinet       | QZSS (navigation)                    | 340 M€     |            |

## Les installations fixes
Le siège de l'agence spatiale JAXA se trouve à Tokyo. Le centre spatial de Tsukuba, situé à Tsukuba à 50 km au nord-est de Tokyo, rassemble sur 530 000 m² les principales installations de recherche, développement et de test de l'agence spatiale. Le campus de Sagamihara dans la ville éponyme était le siège de l'ancienne agence ISAS responsable du programme spatial scientifique. Il est consacré aux aspects scientifiques du programme spatial ainsi qu'à la mise au point de nouvelles technologies spatiales. Le Centre d'Observation de la Terre
Hatoyama dans la préfecture de Saitama met au point les technologies nécessaires aux satellites d'observation de la Terre et dispose de grandes antennes paraboliques pour recevoir les données des satellites. Le Centre de test des fusées de Noshiro à Noshiro comporte plusieurs bancs d'essai où sont testés les moteurs-fusées à ergols liquides ainsi que les propulseurs à propergol solide. Enfin l'agence spatiale japonaise dispose de plusieurs stations équipées d'antennes paraboliques pour communiquer avec ses satellites et ses sondes spatiales. Une antenne parabolique de 64 mètres de diamètre se trouve au Centre d'espace lointain d'Usuda dans la vallée de Nagano à 170 km au nord-ouest de Tokyo et est utilisée pour communiquer avec les sondes spatiales.
L'agence spatiale japonaise dispose de deux bases de lancement :
- La base de lancement d'Uchinoura dans la préfecture de Kagoshima (dans l'île de Kyūshū était utilisée pour le lancement des fusées à propergol solide développée par l'ISAS porteuses de satellites scientifiques et de sondes spatiales. Depuis que le dernier lanceur de cette famille, le M-V, a été retiré du service en 2006, plus aucun lancement de satellite n'est effectué à partir de cette base.Celle-ci continue à être utilisée pour le lancement de fusées-sondes.
- La base de lancement de Tanegashima située à Takesaki dans la petite île de Tanegashima à 100 km au sud de la base de lancement d'Uchinoura est le centre d'où sont lancés les lanceurs H-IIA et H-IIB. La base dispose de deux pas de tir et d'installations permettant de préparer les charges utiles, assembler le lanceur et contrôler les lancements[38].

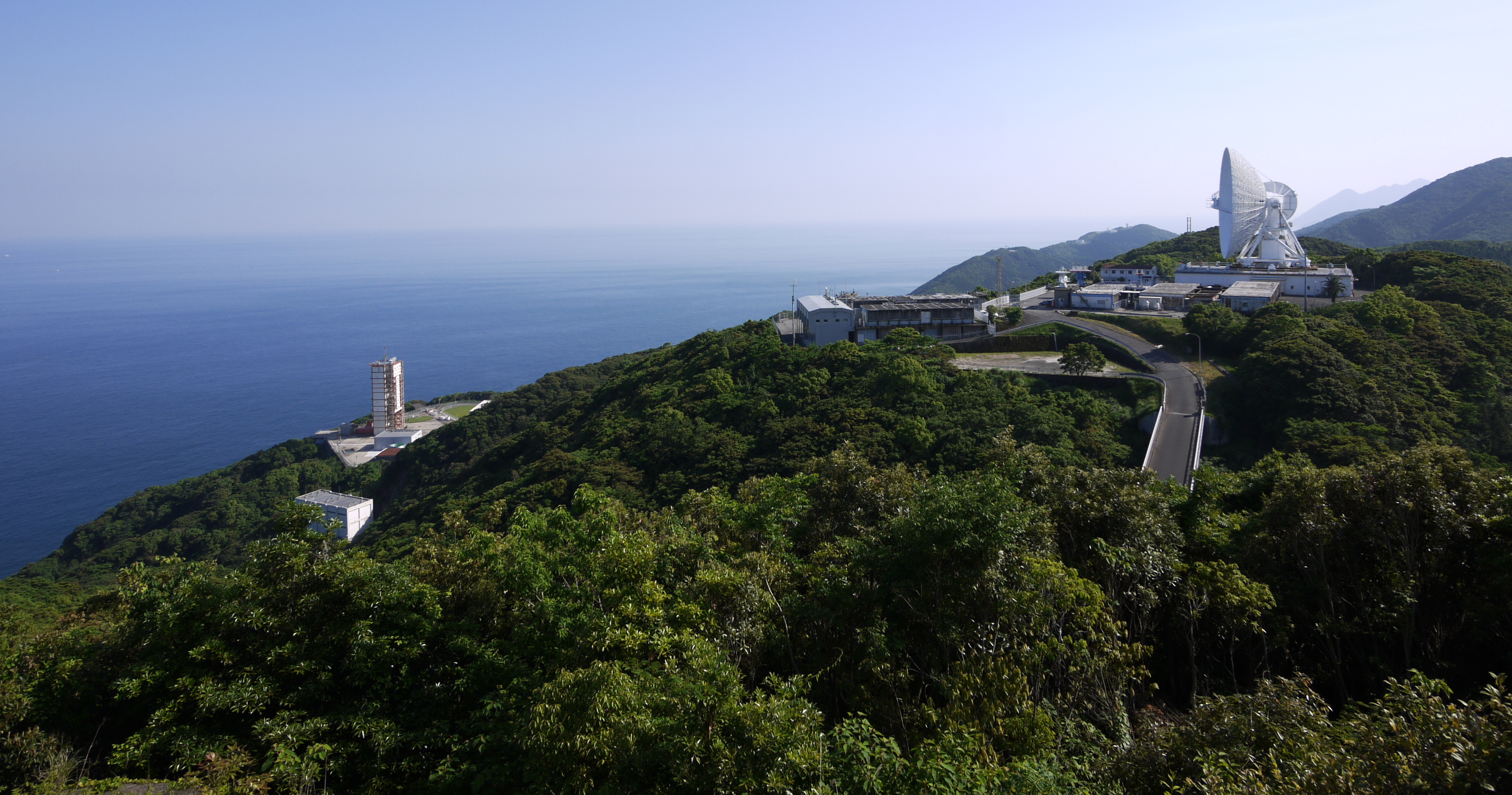
La base de lancement d'Uchinoura avec à gauche le pas de tir principal et à droite une des antennes paraboliques.

## Les lanceurs japonais

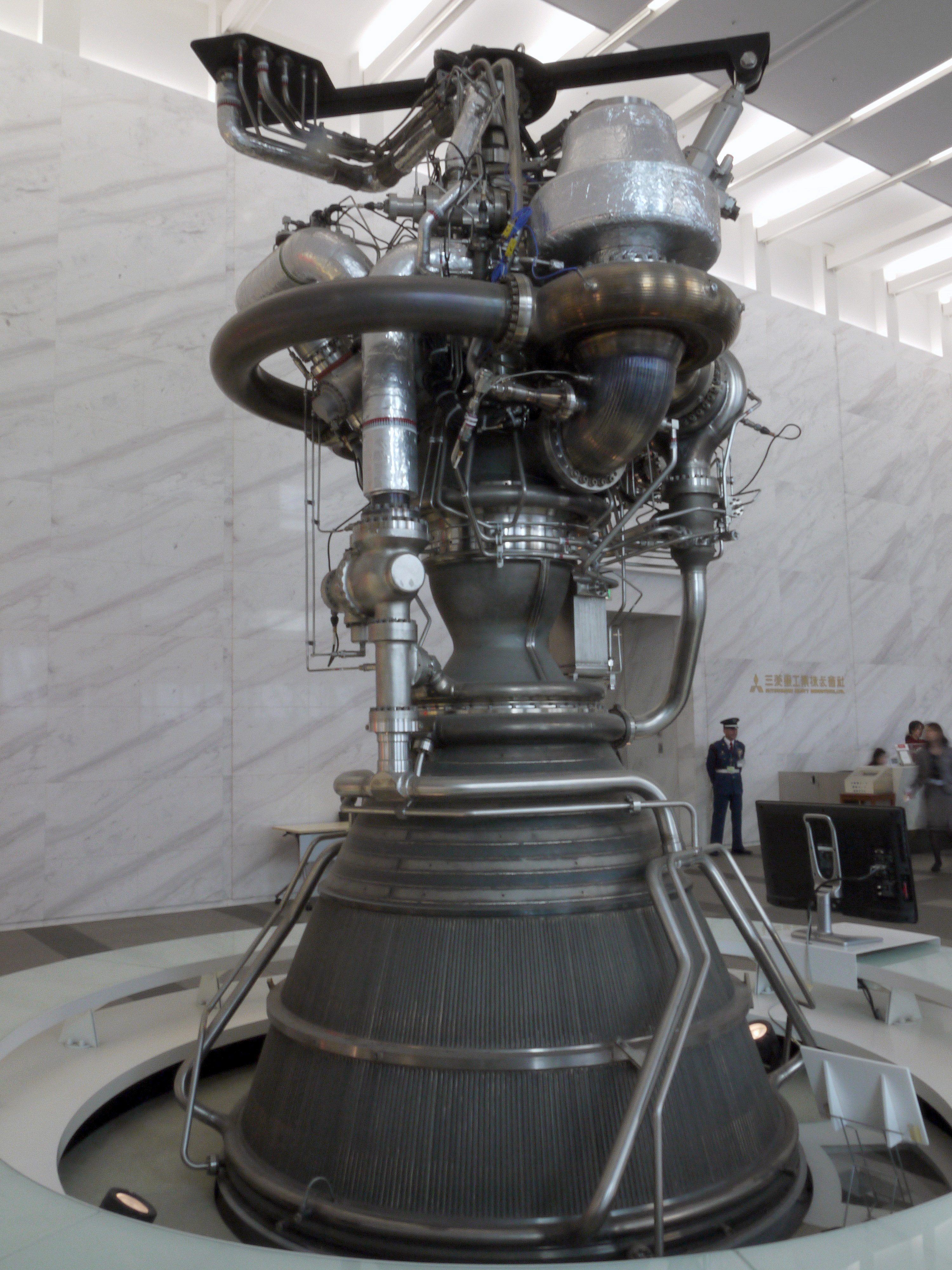
Le moteur LE-7A développé par la JAXA, qui brûle hydrogène et oxygène liquide, se situe à la pointe de la technique.

La JAXA dispose d'un lanceur lourd performant H-2A modulaire capable de placer en orbite basse de 10 à 15 tonnes et en orbite de transfert géostationnaire de 4,1 à 6,1 tonnes. Les tentatives de commercialisation n'ont jusqu'à présent pas abouti car le lanceur est trop cher conséquence d'un rythme de lancement assez bas (en moyenne 2 lancements par an). Une version plus puissante H-IIB est utilisée exclusivement environ une fois par an pour lancer le vaisseau cargo HTV chargé de ravitailler la station spatiale internationale. Pour tenter de gagner des parts de marché dans le domaine des lancements commerciaux, l'agence spatiale a lancé le développement du  H3 
qui doit progressivement succéder à partir de 2021 aux lanceurs H-IIA et H-IIB tout en étant moins cher à produire. Le projet de lanceur de moyenne puissance  GX, produit d'une initiative privée, a été abandonné en 2009. Enfin la JAXA dispose d'un lanceur léger (1,2 tonne en orbite basse) à propergol solide baptisé Epsilon dont le premier vol a lieu le 14 septembre 2013 et qui a pris la suite du lanceur de satellites scientifiques M-V  arrêté en 2006 pour des raisons de cout.
| Statut           | Dates vol   | Lanceur | Capacités | Lancements/Echecs | Utilisation |
| ---------------- | ----------- | ------- | --- | --- | --- |
| Opérationnel     | 2001-       | H-IIA   | LEO : 10 à 15 t. GTO : 4,1 à 6,1 t | 31/1 | 3 variantes disponibles |
| Opérationnel     | 2009-2020   | H-IIB   | LEO : 19 t. GTO : 8 t | 9/0 | Lancement des vaisseaux cargo HTV |
| Opérationnel     | 2013-       | Epsilon | LEO : 1,2 t. | 2/0 | Lanceur léger à propergol solide successeur de M-V |
| En développement | 2023        | H3      | Successeur du lanceur H-IIA et H-IIB | | Projet lancé en 2014 |
| Retirée          | 1994-1999   | H-II    | LEO : 10 t. GTO : 3,9 t | 7/2 | Premier lanceur japonais à ergols liquides de construction complètement autochtone                                                                                                   |
| Retirée          | 1986 - 1992 | H-I     | LEO : 3,2 t. GTO : 1,1 t | 9/0 | Fabrication partielle sous licence du lanceur américain Delta |
| Retirée          | 1996        | J-I     | LEO : 0,85 t. | 1/0 | Lanceur léger à ergols liquides abandonné en raison de son coût |
| Retirée          | 1981 - 1987 | N-II    | LEO : 2 t. GTO : 0,73. | 8/0 | Fabrication sous licence du lanceur américain Delta |
| Retirée          | 1986 - 1989 | N-I     | LEO : 1,2 t. GTO : 0,36 t. | 7/1 | Fabrication sous licence du lanceur américain Delta |
| Retirée          | 1997-2006   | M-V     | LEO : 1,9 t. | 7/1 | Lanceur de l'ISAS à propergol solide ; missions scientifiques |
| Retirée          | 1970 - 1993 | Mu      | LEO : de 180 à 770 kg | 24/3 | Lanceur de l'ISAS à propergol solide; missions scientifiques |
| Retirée          | 1963-1979   | Lambda  | LEO : 26 kg | 5/4 | Lanceur de l'ISAS à propergol solide; missions scientifiques |
| Annulé           | 2012        | GX      | Évolution du lanceur J-I combinant un premier étage de l'Atlas V et un étage supérieur propulsé par un nouveau moteur brulant du méthane et de l'oxygène. Projet abandonné fin 2009. | Évolution du lanceur J-I combinant un premier étage de l'Atlas V et un étage supérieur propulsé par un nouveau moteur brulant du méthane et de l'oxygène. Projet abandonné fin 2009. | Évolution du lanceur J-I combinant un premier étage de l'Atlas V et un étage supérieur propulsé par un nouveau moteur brulant du méthane et de l'oxygène. Projet abandonné fin 2009. |

## La participation aux missions spatiales habitées

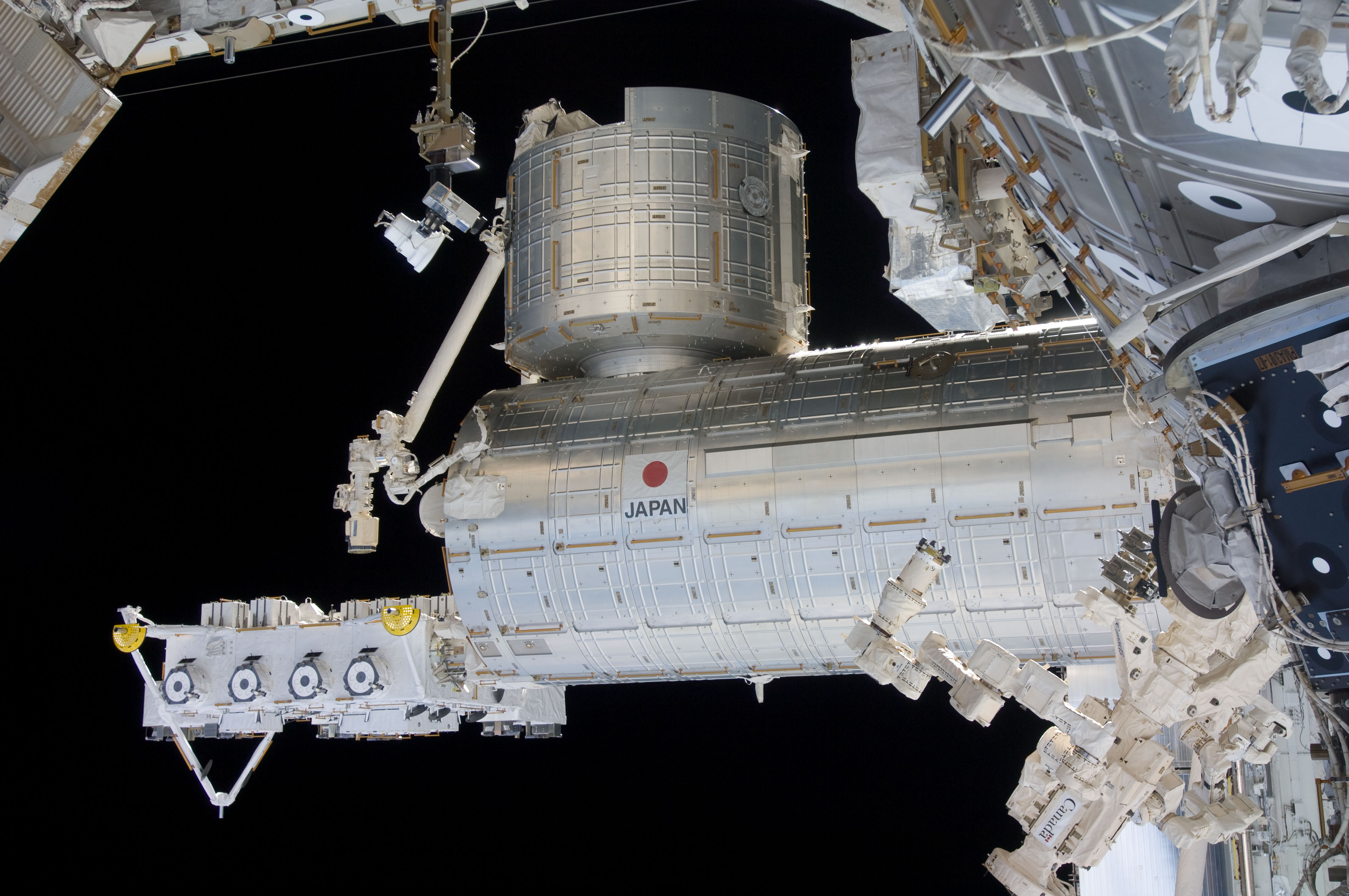
Kibo développé par le Japon est le plus grand module pressurisé de la Station spatiale internationale.

La JAXA est un participant important de la station spatiale internationale avec une participation à hauteur de 12,8% au développement du sous-ensemble américain et l'appui logistique apporté à travers le lancement de missions de ravitaillement et de soutien logistique assurées par le vaisseau cargo HTV dont 9 exemplaires ont volé entre 2009 et 2020. Une nouvelle version de ce vaisseau cargo, baptisée HTV-X et adaptée au lanceur H3 doit voler pour la première fois en 2022. Le Japon a fourni le laboratoire spatial JEM Kibo, qui est le plus gros module pressurisé de la station spatiale. Sa participation lui donne le droit de disposer d'une place pour un astronaute japonais dans l'équipage permanent environ 6 mois par an
| Statut        | Lancement | Mission | Description |
| ------------- | --------- | ------- | --- |
| Opérationnel  | 2008-2020 | Kibō    | Laboratoire japonais de la station spatiale internationale |
| Développement | 2022-     | HTV-X   | Nouvelle version du vaisseau cargo HTV. |
| Achevée       | 2009-2020 | HTV     | Vaisseau cargo spatial utilisé pour le ravitaillement de la Station Spatiale Internationale. 9 missions programmées entre 2009 et 2020.                                                                        |
| Abandonné     |           | CAM     | Module de la station spatiale internationale contenant une centrifugeuse de grande taille. Développement stoppé en 2005 par la NASA pour des raisons budgétaires alors qu'il était en grande partie construit. |
| Abandonné     |           | HOPE-X  | Projet de navette spatiale abandonné en 2003 |

## Le programme spatial scientifique

### L'exploration du système solaire

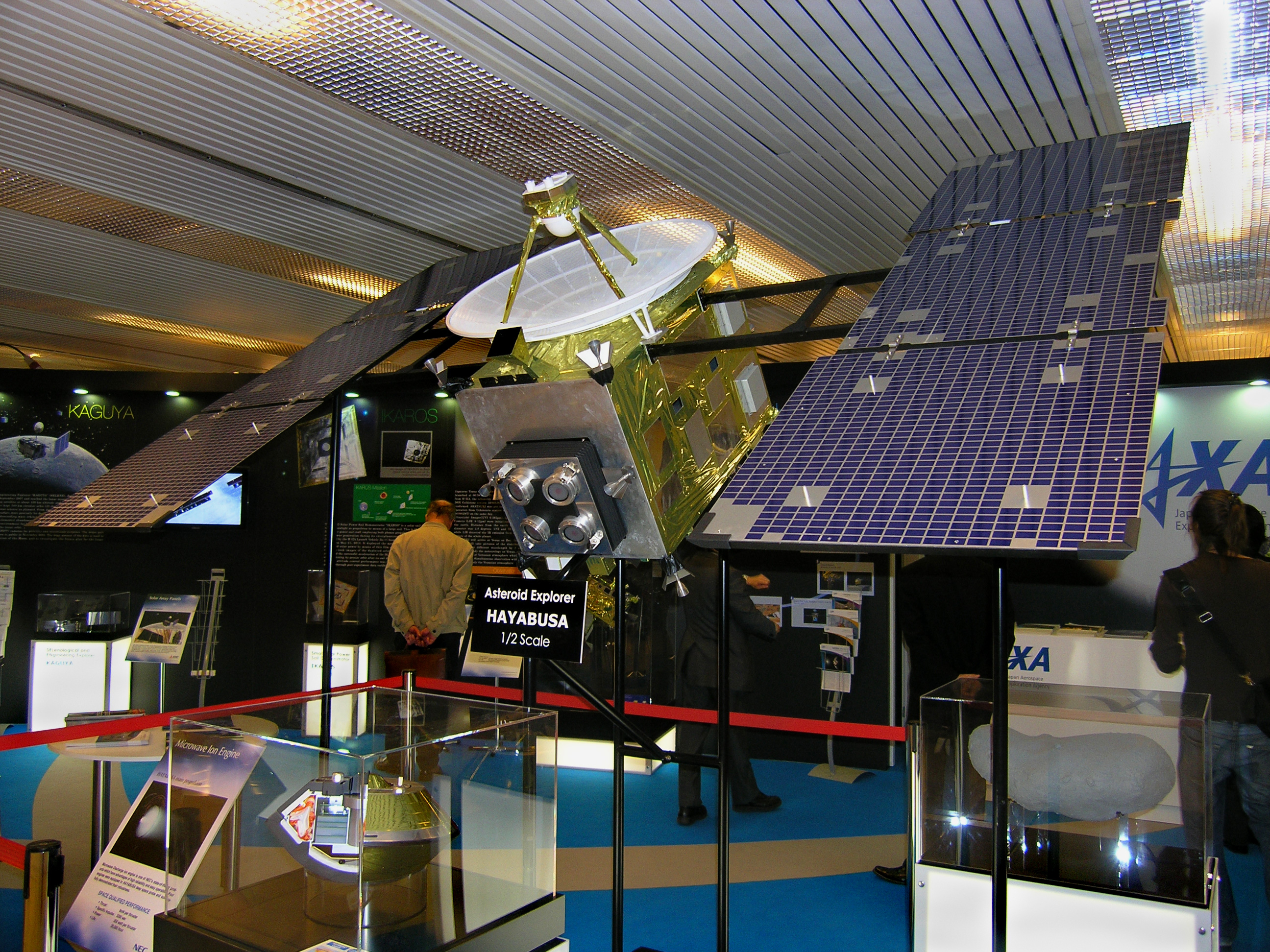
Maquette de Hayabusa à l'échelle 1/2.

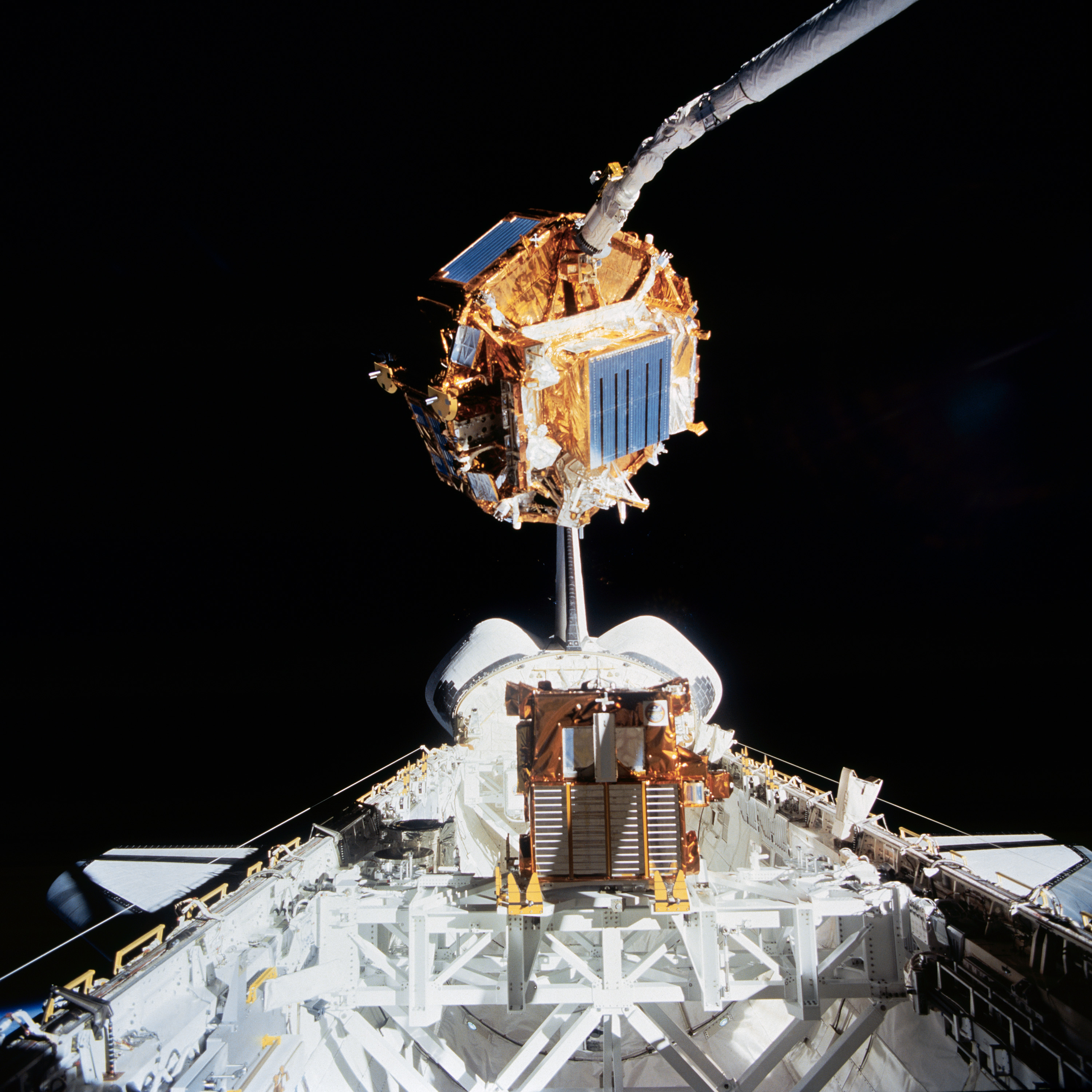
Le satellite SFU.

Fin 2020 l'agence spatiale japonaise dispose de trois sondes spatiales en activité : 
- Akatsuki qui devait se placer en orbite autour de Vénus fin 2010 a été victime d'une défaillance de sa propulsion. Une nouvelle tentative d'insertion en orbite a permis d'insérer la sonde spatiale 2016 sur une orbite plus élevée que prévu.
- Hayabusa 2 est la suite de la mission Hayabusa  qui a été lancée en 2014. Comme son prédécesseur la mission comprend l'étude d'un astéroïde et le prélèvement d'un échantillon de sol qui doit être retourné sur Terre.
- BepiColombo est un projet mené en collaboration avec l'Agence spatiale européenne qui comprend deux satellites solidaires dont le lancement a eu lieu en 2018. Les deux satellites doivent être placés en orbite autour de la planète Mercure. Le satellite japonais Mercury Magnetospheric Orbiter ou MMO a pour objectif principal l'étude de l'atmosphère et de la magnétosphère de la planète.

Les missions en cours de développement sont :
- Un petit atterrisseur expérimental destiné à se poser sur la surface de la Lune. Baptisé SLIM, il est embarqué sur le lancement de la mission lunaire japonaise le 7 septembre 2023[40].
- DESTINY+  qui doit étudier les caractéristiques des poussières cosmiques (interplanétaires, cométaires ou interstellaires) et les processus d'éjection de celles-ci par les astéroïdes. DESTINY+ est également un démonstrateur technologique qui doit valider des techniques avancées de propulsion. Elle doit survoler l'astéroïde aréocroiseur Phaéton (3200). La mission devrait durer plus de 4 ans.

Le projet très ancien de sonde lunaire SELENE-2/SELENE-R, comprenant un atterrisseur, un rover et éventuellement un petit orbiteur ainsi que des pénétrateurs, a été abandonné. Les projets désormais à l'étude sont  :  
- MMX une mission de retour d'échantillons du sol de Phobos, satellite de la planète Mars qui pourrait être lancée vers 2024 .
- OKEANOS (vers 2026) est un projet d'analyse in situ d'astéroïdes troyens de Jupiter en concurrence avec la mission de cosmologie LiteBIRD. Le retour d'un échantillon de sol est également envisagé.

| Statut        | Lancement   | Mission          | Description |
| ------------- | ----------- | ---------------- | --- |
| Opérationnel  | 2010-       | Akatsuki         | Orbiteur vénusien. |
| Opérationnel  | 2014        | Hayabusa 2       | Retour d'échantillon d'astéroïde |
| Opérationnel  | 2018        | BepiColombo      | Mission en coopération avec l'Agence spatiale européenne destinées à analyser la surface de la planète Mercure et en étudier la magnétosphère ainsi que l'exosphère. |
| Développement | 2021        | SLIM             | Petit atterrisseur lunaire expérimental |
| Développement | 2022        | DESTINY+         | Étude de la poussière interplanétaire, survol d'astéroïde |
| Développement | 2024        | MMX              | Retour d'échantillon de la lune martienne Phobos |
| À l'étude     | vers 2026   | OKEANOS          | Analyse in situ d'astéroïdes troyens de Jupiter |
| Achevée       | 2003-2010   | Hayabusa         | Étude de l'astéroïde Itokawa, retour d'échantillon. |
| Achevée       | 2007-2009   | SELENE ou Kaguya | Orbiteur lunaire. |
| Achevée       | 1998 - 2003 | Nozomi           | Orbiteur martien. Échec de l'insertion en orbite de transfert vers Mars.                                                                                             |
| Achevée       | 1990-1993   | Hiten            | Survol de la Lune, démonstrateur. |
| Achevée       | 1985-1992   | Suisei           | Survol de la comète de Halley. |
| Achevée       | 1985-1995   | Sakigake         | Étude de l'espace interplanétaire, survol de la comète de Halley. Première sonde spatiale du Japon                                                                   |

### Télescopes et observatoires spatiaux

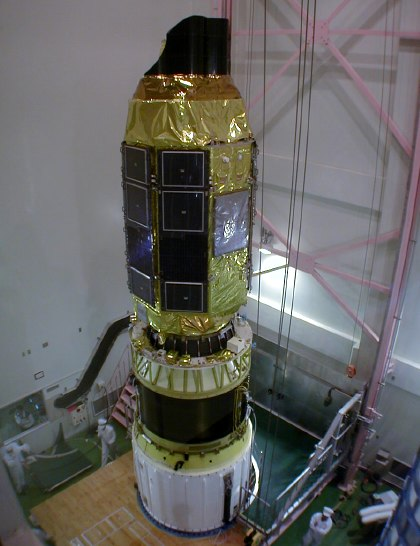
L'observatoire spatial ASTRO-E.

Le Japon dispose en 2012 de deux observatoires spatiaux opérationnels : Hinode (ou SOLAR-B) lancé en 2006 est un observatoire solaire ; Suzaku(ou ASTRO-E) lancé en 2005 est un observatoire rayons X. Le télescope spatial à rayons X ASTRO-H (ou NeXT) de grande taille  (2,4 tonnes pour une longueur de 14 mètres) aux caractéristiques particulièrement ambitieuses a été perdu durant la phase de déploiement en orbite en février 2016. Une copie est en cours de développement avec un lancement programmé en 2020. Plusieurs projets ont été soit annulés soit sont restés en phase d'étude depuis de nombreuses années. Le projet de radiotélescope spatial ASTRO-G, successeur de HALCA, dont les caractéristiques annoncées étaient particulièrement ambitieuses, a été annulé en 2011 à la fois pour des raisons budgétaires et compte tenu des difficultés techniques rencontrées.
Les deux projets en cours de développement sont : 
- X-Ray Imaging and Spectroscopy Mission (XRISM)  est un télescope spatial à rayons X mous qui reprend une partie de l'instrumentation du télescope Hitomi qui s'était désintégré en mars 2016 peu après son lancement durant son déploiement sans avoir pu fournir une seule donnée scientifique. Le lancement de XARM est prévu en 2021.
- Nano-JASMINE  Nano satellite d'astrométrie qui devrait être suivi par des exemplaires de plus grande taille. Son lancement est prévu en 2020.

Les projets en cours d'évaluation sont : 
- SPICA un télescope infrarouge de grande taille (miroir de 3 mètres)  étudié en coopération avec l'Agence spatiale européenne. Mais ses caractéristiques techniques très ambitieuses (un système de refroidissement purement mécanique) et les aspects budgétaires ont jusqu'à présent repoussé le démarrage du projet dont le lancement a été abandonné en 2020[41].
- LiteBIRD un  observatoire  du rayonnement fossile qui doit prendre la suite du satellite Planck. Le satellite dont le lancement interviendrait en 2026 est en concurrence avec OKEANOS.

| Statut satellite | Lancement   | Mission                            | Description |
| ---------------- | ----------- | ---------------------------------- | --- |
| Opérationnel     | 2006-       | Hinode ou SOLAR-B                  | Observatoire solaire |
| Opérationnel     | 2005-       | Suzaku ou ASTRO-E II               | Observatoire rayons X. |
| Opérationnel     | 2013        | SPRINT-A ou EXCEED                 | Télescope ultraviolet de petite taille. Démonstrateur.                                                                                                   |
| Développement    | 2020        | Nano-JASMINE                       | Nano satellite d'astrométrie qui devrait être suivi par des exemplaires de plus grande taille                                                            |
| Développement    | 2021        | XRISM                              | Télescope rayons X mous reprenant une partie des fonctionnalités d'ASTRO-H                                                                               |
| À l'étude        | 2026        | LiteBIRD                           | Observatoire du rayonnement fossile |
| Retiré           | 2016        | ASTRO-H/Hitomi                     | Observatoire rayons X. Détruit durant le déploiement en orbite peu après son lancement.                                                                  |
| Retiré           | 2006-2011   | ASTRO-F ou Akari ou IRIS           | Télescope infrarouge. |
| Retiré           | 2000        | ASTRO-E                            | Observatoire rayons X. Échec du lancement |
| Retiré           | 1995-1996   | SFU                                | Télescope infrarouge. Embarquait également des expériences de microgravité. Redescendu sur Terre par la mission de la navette spatiale américaine STS-72 |
| Retiré           | 1991-2001   | Yohkoh ou SOLAR-A                  | Observatoire solaire. |
| Retiré           | 1997 - 2003 | HALCA ou MUSES-B ou VSOP ou Haruka | Radio-télescope. |
| Retiré           | 1993-2001   | ASCA ou ASTRO-D                    | Observatoire rayons X. |
| Retiré           | 1987-1991   | Ginga ou ASTRO-C                   | Observatoire rayons X et gamma |
| Retiré           | 1983-1985   | ASTRO-B ou Tenma                   | Observatoire rayons X |
| Retiré           | 1981-1981   | ASTRO-A ou Hinotori                | Observatoire rayons X |
| Retiré           | 1979-1985   | Hakucho ou CORSA-B                 | Observatoire rayons X |
| Retiré           | 1976        | CORSA-A                            | Observatoire rayons X. Échec de la mise en orbite |
| Retiré           | 1975        | Taiyo ou SRATS                     | Observatoire rayonnement X et ultraviolet du Soleil |
| Annulé           | 2012        | ASTRO-G ou VSOP-2                  | Radio-télescope. Annulé en 2011. |
| Annulé           |             | SPICA                              | Télescope infrarouge. Abandonné en 2020. |
| Annulé           |             | TOPS                               | Télescope UV, infrarouge et visible de petite taille. Annulé et remplacé par SPRINT A.                                                                   |

### Autres satellites scientifiques

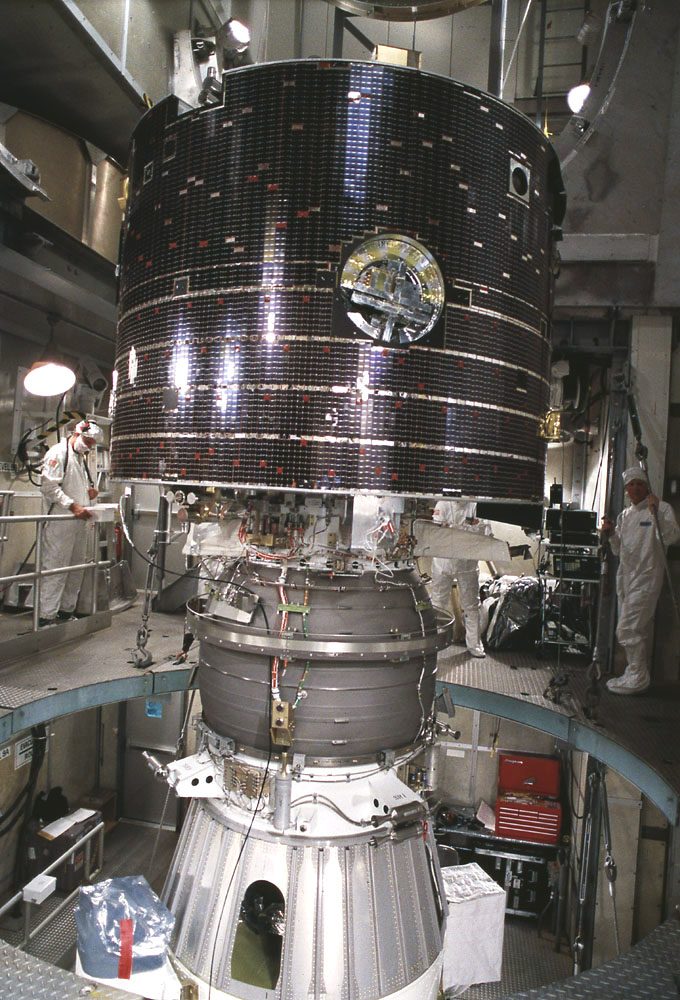
GEOTAIL.

| Statut satellite | Lancement/ Fin de mission | Mission            | Description |
| ---------------- | ------------------------- | ------------------ | --- |
| Opérationnel     | 1992-                     | GEOTAIL            | Étude de la magnétosphère |
| Opérationnel     | 2016                      | SPRINT-B/ERG/Arase | Étude du cycle de vie des électrons relativistes dans la région de l'espace entourant la Terre et délimitée par la magnétopause. |
| Retiré           | 1984                      | Ohzora ou Exos-C   | Étude des composants de l'atmosphère et des interactions avec le plasma ionosphérique.                                           |
| Retiré           | 1978                      | Kyokko ou Exos-B   | Étude des aurores terrestres |
| Retiré           | 1978                      | Jikiken ou Exos-A  | Étude de la magnétosphère terrestre                                                                                              |
| Retiré           | 1978                      | Ume 2 ou ISS b     | Étude de l'ionosphère |
| Retiré           | 1977                      | Tansei-3           | Étude du plasma, du magnétisme et des particules dans l'environnement terrestre                                                  |
| Retiré           | 1976                      | Ume 1 ou ISS a     | Étude de l'ionosphère |
| Retiré           | 1972                      | Denpa ou REXS      | Étude du champ magnétique terrestre, de l'ionosphère... Tombé en panne quelques jours après son lancement.                       |
| Retiré           | 1971                      | Shinsei            | Étude du vent solaire, du rayonnement cosmique...                                                                                |
| Retiré           | 1989-2015                 | Akebono ou Exos-D  | Étude des processus d'accélération au-dessus des aurores.                                                                        |

### Les satellites d'observation de la Terre
| Statut        | Lancement/ fin de mission | Mission           | Description |
| ------------- | ------------------------- | ----------------- | --- |
| Opérationnel  | 2009                      | GOSAT (Ibuki)     | Mesure de la distribution du dioxyde de carbone                                                                                                   |
| Opérationnel  | 2012                      | GCOM-W (Shizuku)  | Étude du changement climatique |
| Opérationnel  | 2014                      | GPM-Core          | Mesure des précipitations tropicales (développé avec la NASA)                                                                                     |
| Opérationnel  | 2014                      | ALOS-2 (Daichi 2) | Observation radar. Cartographie, gestion des catastrophes, gestion des ressources                                                                 |
| Opérationnel  | 2014                      | ASNARO 1 (Sasuke) | Mini satellite (500 kg) d'observation optique (résolution 2 m)                                                                                    |
| Opérationnel  | 2017                      | GCOM-C (Shikisai) | Mesure du cycle du carbone et de l'énergie |
| Opérationnel  | 2018                      | ASNARO-2          | Mini satellite (500 kg) d'observation radar |
| Opérationnel  | 2018                      | GOSAT-2 (Ibuki 2) | Mesure de la distribution du dioxyde de carbone                                                                                                   |
| Développement | 2020                      | ALOS-3            | |
| Développement | 2020                      | ALOS-4            | Observation radar. Cartographie, gestion des catastrophes, gestion des ressources                                                                 |
| Développement | 2021                      | EarthCARE         | Mesure du bilan radiatif de la Terre (développement conjoint avec l'ESA)                                                                          |
| Développement | 2022                      | GOSAT-3           | Mesure de la distribution du dioxyde de carbone                                                                                                   |
| Achevée       | 1997-2015                 | TRMM              | Mesure des précipitations tropicales. Développé avec la NASA.                                                                                     |
| Achevée       | 2006-2011                 | ALOS (Daichi)     | Observation radar. Cartographie, gestion des catastrophes, gestion des ressources                                                                 |
| Achevée       | 2002-2003                 | ADEOS-II          | Quasi copie d'ADEOS I. Également perdu prématurément.                                                                                             |
| Achevée       | 1996-1997                 | ADEOS-I (Midori)  | Étude des cycles de l'eau, de l'énergie et du carbone. Changement climatique. Perdu à la suite d'une détaillance mécanique des panneaux solaires. |
| Achevée       | 1992 -                    | JERS-1 (Fuyo)     | Satellite radar et optique. Mesure et surveillance des ressources                                                                                 |
| Achevée       | 1990-1996                 | MOS 1b            | Mesure et surveillance des ressources |
| Achevée       | 1987-1995                 | MOS 1a            | Mesure et surveillance des ressources |
| Achevée       | 2009-2015                 | GOSAT (Ibuki)     | Mesure de la distribution du dioxyde de carbone                                                                                                   |

### Les fusées-sondes
L'ISAS, la branche scientifique de l'agence spatiale japonaise, maintient une activité de lancement de charges utiles scientifiques dans la haute atmosphère à l'aide de fusées-sondes développées par le constructeur national IHI Aerospace. Généralement deux campagnes ont lieu chaque année (une en hiver et une en été) au cours de laquelle sont lancées une à deux fusées-sondes. Les tirs ont lieu depuis la base de lancement principale de l'ISAS Uchinoura mais l'agence spatiale effectue également des tirs depuis des stations situées près des pôles pour l'étude du champ magnétique terrestre : la  Base antarctique Shōwa (Japon) et les bases de lancement situées à Andøya et dans l'archipel de Svalbarden Norvège. Fin 2016 le Japon dispose de 3 modèles de fusées-sondes : les S-310, S-520 et SS-520 qui peuvent emporter sur une trajectoire suborbitale des charges respectivement de 50 kg (altitude maximale de 150 km), 150 kg (300 km) et 140 kg (800 km)
|                | S-310  | S-520     | SS-520  |
| -------------- | ------ | --------- | ------- |
| Longueur       | 7,1 m  | 8 m       | 9,65 m? |
| Diamètre       | 0,31 m | 0,52 m    | 0,52 m  |
| Masse          | 0,7 t. | 2,1 t.    | 2,6 t.  |
| Etages         | 1      | 1         | 2       |
| Altitude       | 150 km | 300 km    | 800 km  |
| Charge utile   | 50 kg  | 95/150 kg | 140 kg  |
| Vol inaugural  | 1975   | 1980      | 1998    |
| Nombre de tirs | 55     | 32        | 2       |

## Le programme de recherche technologique

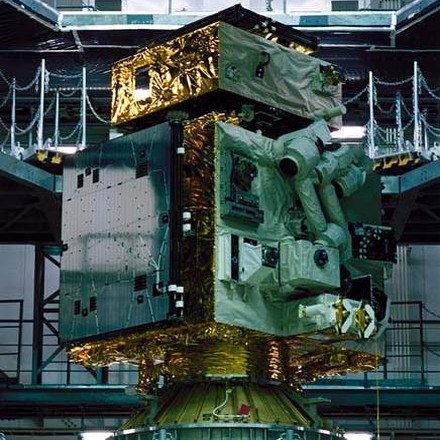
Le satellite expériemental ETS-VII.

| Statut satellite | Lancement | Mission                 | Description                                                                                                |
| ---------------- | --------- | ----------------------- | --- |
| Opérationnel     | 2010      | IKAROS                  | Voile solaire.                                                                                             |
| Opérationnel     | 2012      | SDS-4                   | Tests d'un émetteur/récepteur sptail du système AIS, d'un système decontrôle thermique actif...            |
| Opérationnel     | 2017      | SLATS                   | Utilisation d'une propulsion ionique pour se maintenir sur une orbite terrestre très basse                 |
| Retiré           | 2008-2019 | WINDS (Kizuna)          | |
| Retiré           | 2006-2017 | Kiku-8 (ETS VIII)       | Plateforme de satellite de télécom expérimentale, deux antennes de 320 m2, communications inter satellites |
| Retiré           | 2005-2009 | OICETS (Kirari)         | Communications inter satellites                                                                            |
| Retiré           | 1998-1999 | COMETS (ja) (Kakehashi) | |
| Retiré           | 1997      | Kiku-7 (ETS VII)        | Comprend un sous-satellite pour tester technique de rendez vous et amarrage inter satellites               |
| Retiré           | 1994      | Kiku-6 (ETS VI)         | Test plateforme stabilisée 3 axes. Échec partiel (pas de mise en orbite géostationnaire)                   |
| Retiré           | 1987      | Kiku-5 (ETS V)          | |
| Retiré           | 1982      | Kiku-4 (ETS III)        | |
| Retiré           | 1981      | Kiku-3 (ETS IV)         | |
| Retiré           | 1977      | Kiku-2 (ETS II)         | |
| Retiré           | 1975      | Kiku-1 (ETS I)          | |

## Les satellites d'application

### Les satellites de télécommunications
| Statut           | Lancement | Mission              | Description                                                                 |
| ---------------- | --------- | -------------------- | --------------------------------------------------------------------------- |
| Opérationnel     | 2016      | Himawari 9           | Satellite à usage mixte télécoms/météo                                      |
| Opérationnel     | 2014      | Himawari 8           | Satellite à usage mixte télécoms/météo                                      |
| En développement | 2021      | JDRS 1               | Satellite relais avec les stations terrestres à usage mixte civil/militaire |
| Achevée          | 2006-2020 | MTSat 2 (Himawari 7) | 4e génération                                                               |
| Achevée          | 2005-2015 | MTSat 1 (Himawari 6) | 3e génération. Satellite détruit au lancement en 1999, remplacé en 2005     |

### Les satellites météorologiques
| Statut       | Lancement          | Mission                             | Description                                                             |
| ------------ | ------------------ | ----------------------------------- | ----------------------------------------------------------------------- |
| Opérationnel | 2016               | Himawari 9                          | 5e génération                                                           |
| Opérationnel | 2014               | Himawari 8                          | 5e génération                                                           |
| Achevée      | 2006-2020          | MTSat 2 (Himawari 7)                | 4e génération                                                           |
| Achevée      | 2005-2015          | MTSat 1 (Himawari 6)                | 3e génération. Satellite détruit au lancement en 1999, remplacé en 2005 |
| Achevée      | 1981 à 1995 - 2003 | GMS 2, 3, 4, 5(Himawari 2, 3, 4, 5) | Deuxième génération                                                     |
| Achevée      | 1977-2001          | GMS 1 (Himawari 1)                  | Première génération                                                     |

### Les satellites de navigation
Le Japon développe un  système de positionnement par satellite  régional complémentaire du système GPS  baptisé QZSS  Le système QZSS repose sur l'utilisation du signal émis par trois satellites qui se relaient à la verticale du Japon. Les récepteurs GPS qui captent le signal de ces satellites peuvent bénéficier d'une précision accrue. Par ailleurs les pertes de signal sont réduites de manière importante dans les zones montagneuses et dans les zones urbaines (signal habituellement réverbéré ou bloqué par les immeubles). Les satellites sont placés sur une orbite toundra très elliptique qui leur permet de rester plus de 12 heures sur 24 au-dessus du Japon. Trois satellites placés avec des inclinaisons différentes permettent d'assurer une couverture permanente au-dessus du Japon. Le système est développé dans le cadre d'un partenariat Public Privé.  Un premier satellite a été lancé en 2010. Le système est devenu opérationnel en 2018 après le lancement de deux satellites en 2017 et d'un quatrième l'année suivante.
| Statut satellite | Lancement | Mission           | Description                                                                                       |
| ---------------- | --------- | ----------------- | ------------------------------------------------------------------------------------------------- |
| Opérationnel     | 2010      | QZS 1 (Michibiki) |                                                                                                   |
| Opérationnel     | 2017      | QZS 2             |                                                                                                   |
| Opérationnel     | 2017      | QZS 3             | Satellite en orbite géostationnaire augmentant la précision du système                            |
| Opérationnel     | 2018      | QZS 4             |                                                                                                   |
| En développement | 2023      | QZS-5             | Satellites de nouvelle génération en orbite géosynchrone destiné à être lancés sur une H-II-A 202 |
| En développement | 2023      | QZS-6             | Satellites de nouvelle génération en orbite géosynchrone destiné à être lancés sur une H-II-A 202 |
| En développement | 2023      | QZS-7             | Satellites de nouvelle génération en orbite géosynchrone destiné à être lancés sur une H-II-A 202 |

## Le programme spatial militaire
En 1994, le Japon envisage de revoir sa politique de longue date lui interdisant l'utilisation de l'espace à des fins militaires. Le lancement d'une fusée censée emporter le satellite nord-coréen Kwangmyŏngsŏng 1 le 31 août 1998 qui passe au-dessus de l'archipel japonais fait réagir la Diète japonaise. Les États-Unis n'ayant pas averti à l'avance leur allié de ce tir, l'assemblée législative japonaise décide le développement d'un système de renseignement spatial national . Le programme IGS est placé sous la responsabilité de l'Agence d'exploration aérospatiale japonaise. À l'époque le Japon a peu d'expérience en matière de satellite d'observation : le premier satellite de télédétection japonais à usage civil, le satellite MOS-1 a été lancé en 1987.
Le programme Information Gathering Satellite (IGS), regroupe le développement et l'utilisation des  satellites de renseignement optiques et radars. Le programme est sous le contrôle direct du cabinet du premier ministre du Japon. Il constitue le deuxième poste du budget spatial (634 millions € demandés en 2012 soit 20 % du budget total).   En juillet 2012, le Japon dispose de 5 satellites opérationnels dont 4 optiques et 1 radar. Un deuxième satellite radar est lancé en 2013 pour que le pays dispose d'une couverture complète qui nécessite 4 satellites dont deux radars et deux optiques,.
Le Japon développe depuis 2013 une série de satellites de télécommunications militaires géostationnaires fonctionnant en bande X dont le développement et la gestion sont confiées à un consortium d'entreprises privées comprenant NEC, NTT Com et SKY Perfect JSAT regroupé dans une coentreprise baptisée DSN Corporation. Le premier satellite DSN-2 a été placé en orbite en 2017. DSN-1, embarqué comme charge utile sur un satellite civil, a été lancé en 2018. DSN-3 ne devrait pas être lancé avant 2022.
| Statut satellite | Lancement | Mission                    | Description                                                                                             |
| ---------------- | --------- | -------------------------- | --- |
| Opérationnel     | 2011      | IGS 3 radar                | Reconnaissance radar 3e génération                                                                      |
| Opérationnel     | 2013      | IGS optique 5V             | Démonstrateur 5e génération                                                                             |
| Opérationnel     | 2013      | IGS radar 4                | Reconnaissance radar 3e génération                                                                      |
| Opérationnel     | 2015      | IGS optique 5              | Reconnaissance optique de 3e génération.                                                                |
| Opérationnel     | 2015      | IGS radar 4 rechange       | Reconnaissance radar 3e génération                                                                      |
| Opérationnel     | 2017      | IGS radar 5                | Reconnaissance radar 3e génération                                                                      |
| Opérationnel     | 2017      | DSN-2 (Kirameki 2)         | Télécommunications militaires (premier satellite de télécommunications militaires japonais)             |
| Opérationnel     | 2018      | DSN-1 (Kirameki 1)         | Télécommunications militaires (charge utile embarquée sur un satellite civil)                           |
| Opérationnel     | 2018      | IGS radar 6                | Reconnaissance radar 3e génération                                                                      |
| Opérationnel     | 2018      | IGS optique 6              | Reconnaissance optique de 3e génération.                                                                |
| Opérationnel     | 2020      | IGS optique 7              | Reconnaissance optique de 3e génération.                                                                |
| Développement    | 2019      | IGS optique 8              | Reconnaissance optique de 3e génération.                                                                |
| Développement    | 2021      | JDRS 1                     | Satellite relais avec les stations terrestres à usage mixte civil/militaire                             |
| Développement    | 2022      | DSN-3                      | Télécommunications militaires.                                                                          |
| Développement    | 2022      | IGS radar 7                | Reconnaissance radar 3e génération                                                                      |
| Développement    | 2023      | IGS radar 8                | Reconnaissance radar 3e génération                                                                      |
| Retiré           | 2011      | IGS 4 optique              | Reconnaissance optique de 3e génération. Résolution de 0,6 mètre                                        |
| Retiré           | 2009-2017 | IGS 3 optique              | Reconnaissance optique de 3e génération. Résolution de 0,6 mètre                                        |
| Retiré           | 2006-     | IGS 2 optique              | Reconnaissance optique de 2e génération. Résolution identique à la 1re génération.                      |
| Retiré           | 2007      | IGS 3 optique expérimental | Reconnaissance optique de 3e génération Satellite optique expérimental avec une résolution de 0,6 mètre |
| Retiré           | 2007-2010 | IGS 2 radar                | Reconnaissance radar 2e génération. Résolution entre 1 et 3 mètres identique à la 1re génération.       |
| Retiré           | 2003      | IGS xx optique             | Perdu à la suite de l'échec du lancement                                                                |
| Retiré           | 2003      | IGS xx radar               | Perdu à la suite de l'échec du lancement                                                                |
| Retiré           | 2003      | IGS radar 1                | Reconnaissance radar. Résolution comprise entre 1 et 3 mètres                                           |
| Retiré           | 2003      | IGS optique 1              | Reconnaissance optique de 1re génération. Résolution de 1 mètre (monochrome), 3 mètres couleurs         |

## L'industrie spatiale japonaise
- Mitsubishi Heavy Industries est le maître d'œuvre de la fusée H-IIA;
- Kawasaki Heavy Industries
- IHI Aerospace, du groupe IHI, un spécialiste de la propulsion solide (en plus de certaines compétences dans la propulsion chimique des satellites ou dans d'autres sous-systèmes) construit des fusées-sondes et est le maître d'œuvre des lanceurs légers japonais comme Epsilon et des étaghes à propergol solide[47].
- Les satellites japonais sont construits par Mitsubishi Electric et NEC Corporation.